# Islandia
Islandia (isl. Ísland, wym. [ˈistlant]) – nordyckie państwo położone na północy Grzbietu Śródatlantyckiego, na wyspie Islandia i kilku mniejszych wyspach, m.in. archipelagu Vestmannaeyjar w północnej części Oceanu Atlantyckiego. Stolicą państwa i największym miastem jest Reykjavík, w którym mieszka około 36% z 388 790 mieszkańców kraju. Islandia jest kulturowo i politycznie powiązana z Europą. Językiem urzędowym kraju jest język islandzki.
Islandia, położona na ryfcie pomiędzy płytami tektonicznymi, charakteryzuje się wysoką aktywnością geologiczną. Na jej terenie znajdują się liczne gejzery i wulkany. Państwo leży na płaskowyżu wulkanicznym. Na Islandii znajdują się lodowce. Nizinami do oceanu wpływa wiele rzek polodowcowych. Kraj znajduje się w strefie silnego wpływu Prądu Zatokowego Golfsztrom, dzięki któremu południowa część państwa znajduje się w strefie klimatu umiarkowanego, pomimo położenia w okolicach koła podbiegunowego północnego. Ze względu na wysoką szerokość geograficzną i wpływy klimatu morskiego lata są chłodne, a na dużej części archipelagu panuje klimat polarny.
Według średniowiecznego rękopisu Landnámabók, osadnictwo na Islandii rozpoczęło się w 874 roku n.e., kiedy to norweski wódz Ingólfr Arnarson został pierwszym stałym osadnikiem na wyspie W następnych stuleciach Norwegowie i w mniejszym stopniu inni Skandynawowie wyemigrowali na Islandię, przywożąc ze sobą niewolników (lub chłopów pańszczyźnianych) pochodzenia gaelickiego.
Wyspa była zarządzana jako niezależna wspólnota pod rządami rodzimego parlamentu Althing, jednego z najstarszych funkcjonujących zgromadzeń ustawodawczych na świecie. Po okresie konfliktów społecznych Islandia weszła w XIII wieku pod panowanie norweskie. Utworzenie unii kalmarskiej w 1397 roku zjednoczyło królestwa Norwegii, Danii i Szwecji. W ten sposób Islandia wraz z Norwegią wstąpiła do unii. Następnie przeszła pod panowanie duńskie po odłączeniu się Szwecji od unii w 1523 r. Królestwo duńskie siłą wprowadziło luteranizm na Islandię w 1550 r.
Pod wpływem ideałów nacjonalizmu po rewolucji francuskiej, walka Islandii o niepodległość nabrała kształtu i zakończyła się Aktem Unii Duńsko-Islandzkiej w 1918 r., wraz z utworzeniem Królestwa Islandii, dzielącego poprzez unię personalną urzędującego monarchę Danii. Podczas okupacji Danii podczas II wojny światowej, Islandia większością głosów zdecydowała o przyjęciu republiki w 1944 r., kończąc w ten sposób pozostałe formalne więzy z Danią. Chociaż Althing zostało zawieszone w latach 1799–1845, republice wyspiarskiej przypisuje się utrzymanie najstarszego i najdłużej działającego parlamentu na świecie.
Do XX wieku Islandia utrzymywała się głównie z rybołówstwa i rolnictwa. Uprzemysłowienie rybołówstwa i pomoc z planu Marshalla po II wojnie światowej przyniosły dobrobyt, a Islandia stała się jednym z najbogatszych i najbardziej rozwiniętych krajów na świecie. W 1994 r. stała się częścią Europejskiego Obszaru Gospodarczego, co zdywersyfikowało gospodarkę na sektory takie jak finanse, biotechnologia i produkcja.
Islandia ma gospodarkę rynkową ze stosunkowo niskimi podatkami w porównaniu z innymi krajami OECD, a także najwyższą liczbą związków zawodowych na świecie. Utrzymuje model nordycki opieki społecznej, który zapewnia swoim obywatelom powszechną opiekę zdrowotną i wyższe wykształcenie. Islandia zajmuje wysokie miejsca w międzynarodowych porównaniach krajowych wyników, takich jak jakość życia, edukacja, ochrona swobód obywatelskich, przejrzystość rządu i wolność gospodarcza.
Kultura Islandii opiera się na skandynawskim dziedzictwie narodu. Większość Islandczyków to potomkowie osadników nordyckich i gaelickich. Islandzki, język północnogermański, pochodzi ze staronordyckiego i jest blisko spokrewniony z językiem farerskim. Dziedzictwo kulturowe kraju obejmuje tradycyjną kuchnię islandzką, literaturę islandzką i średniowieczne sagi. Islandia ma najmniejszą populację ze wszystkich członków NATO i jako jedyna nie ma stałej armii, posiada jedynie lekko uzbrojoną straż przybrzeżną.

## Etymologia
Sagi islandzkie mówią, że Norweg o imieniu Naddodd (lub Naddador) był pierwszym Normanem, który dotarł na Islandię i w IX wieku nazwał ją Snæland, czyli „kraina śniegu”, ponieważ podczas jego pobytu na wyspie, występowały opady śniegu. W ślad za Naddoddem na odkryty ląd przybył Szwed Garðar Svavarsson. Wyspę nazwano wówczas Garðarshólmur, co oznacza „Wyspa Garðara”.
Po nich przybył wiking Flóki Vilgerðarson; jego córka utonęła po drodze, a bydło zdechło z głodu. Sagi mówią, że Flóki wspiął się na górę i zobaczył fiord (Arnarfjörður) pełen gór lodowych, co skłoniło go do nadania wyspie nowej i obecnej nazwy. Pogląd, że islandzcy osadnicy wikingów wybrali tę nazwę, aby zniechęcić do osiedlania się na ich zielonej wyspie, jest jedynie mitem.

## Historia

### 874–1262: Początki osadnictwa i Wolna Wspólnota
Zarówno według Landnámabóka, jak i Íslendingabóka, mnisi znani jako Papar żyli na Islandii przed przybyciem osadników skandynawskich, prawdopodobnie byli to członkowie misji hiberno-szkockiej. Niedawne wykopaliska archeologiczne odsłoniły ruiny chaty w Hafnir na półwyspie Reykjanes. Datowanie radiowęglowe wskazuje, że została porzucona między 770 a 880 rokiem naszej ery. W 2016 roku archeolodzy odkryli długi dom w Stöðvarfjörður, który datowano już na rok 800.
Szwedzki odkrywca i wiking Garðar Svavarsson jako pierwszy opłynął Islandię w 870 roku i ustalił, że jest to wyspa. Zatrzymał się on na zimę i zbudował dom w Húsavíku. Garðar wyjechał następnego lata, natomiast jeden z jego ludzi, Náttfari, zdecydował się zostać z dwoma niewolnikami. Náttfari osiedlił się w miejscu znanym obecnie jako Náttfaravík, a on i jego niewolnicy stali się pierwszymi stałymi mieszkańcami Islandii, których udokumentowano.
Norwesko-nordycki wódz Ingólfr Arnarson zbudował swoje gospodarstwo w dzisiejszym Reykjaviku w 874 roku. Za Ingólfrem podążyło wielu innych osadników-emigrantów, głównie Skandynawów i ich niewolników, z których wielu było Irlandczykami lub Szkotami. Do 930 r. zajęto większość gruntów ornych na wyspie; powołano Althing, zgromadzenie ustawodawcze i sądownicze w celu uregulowania Wolnej Wspólnoty Islandzkiej. Brak gruntów ornych był również impulsem do osadnictwa na Grenlandii, które rozpoczęło się w 986 r. Okres wczesnego osadnictwa zbiegł się ze średniowiecznym optimum klimatycznym, kiedy temperatury były podobne do tych z początku XX wieku. W tym czasie około 25% Islandii było pokryte lasami, obecnie zajmują jedynie 1% jej powierzchni. Chrześcijaństwo zostało przyjęte w drodze konsensusu około 999–1000, chociaż pogaństwo nordyckie utrzymywało się wśród części populacji przez kilka lat.

### Średniowiecze
Wolna Wspólnota Islandzka przetrwała do XIII wieku, kiedy to system polityczny opracowany przez pierwotnych osadników okazał się niezdolny do poradzenia sobie z rosnącą potęgą islandzkich wodzów. Wewnętrzne zmagania i konflikty społeczne epoki Sturlungów doprowadziły do podpisania Starego Przymierza w 1262 roku, co zakończyło istnienie Wspólnoty i wprowadziło Islandię pod koronę norweską. Posiadanie Islandii przeszło z Królestwa Norwegii (872–1397) w ręce unii kalmarskiej w 1415 r., kiedy zjednoczyły się królestwa Norwegii, Danii i Szwecji. Po rozpadzie unii w 1523 r. pozostawała pod panowaniem norweskim, jako część Królestwa Danii i Norwegii.
Jałowa gleba, erupcje wulkanów, wylesianie i bezlitosny klimat przyczyniły się do trudnego życia w społeczeństwie, którego utrzymanie prawie całkowicie zależało od rolnictwa. Czarna śmierć dwukrotnie nawiedziła Islandię, najpierw w latach 1402–1404 i ponownie w latach 1494–1495. Pierwsza epidemia zabiła od 50% do 60% populacji, a druga od 30% do 50%.

### Reformacja i czasy nowożytne
Około połowy XVI wieku, w ramach reformacji protestanckiej, król Danii Chrystian III zaczął narzucać luteranizm wszystkim swoim poddanym. Jón Arason, ostatni katolicki biskup Hólar, został ścięty w 1550 roku wraz z dwoma synami. Następnie religią oficjalną w państwie stał się luteranizm i do tego czasu pozostaje on religią dominującą.
W XVII i XVIII wieku Dania nałożyła na Islandię surowe ograniczenia handlowe. Klęski żywiołowe, w tym erupcje wulkanów i choroby przyczyniły się do spadku populacji kraju. Latem 1627 roku Piraci berberyjscy dopuścili się wydarzeń znanych lokalnie jako porwania tureckie, podczas których setki mieszkańców wzięto do niewoli w Afryce Północnej, a dziesiątki zabito; była to jedyna inwazja w historii Islandii, która pociągnęła za sobą ofiary. Szacuje się, że epidemia ospy prawdziwej na Islandii w latach 1707–1708 spowodowała śmierć od jednej czwartej do jednej trzeciej populacji. W 1783 r. wybuchł wulkan Laki, co miało niszczycielskie skutki. W latach następujących po erupcji zginęła ponad połowa istot żywych w kraju. Około jedna czwarta populacji zmarła w wyniku klęski głodu.

### 1814–1918: Ruchy niepodległościowe
W 1814 roku, w następstwie wojen napoleońskich, Dania i Norwegia zostały podzielone na dwa odrębne królestwa na mocy traktatu kilońskiego, ale Islandia pozostała zależnością Danii. Przez cały XIX wiek klimat kraju stawał się coraz chłodniejszy, co doprowadziło do masowej emigracji do Nowego Świata, szczególnie do regionu Gimli w Manitobie w Kanadzie, zwanego czasami Nową Islandią. Na ogólną liczbę 70 000 mieszkańców wyemigrowało około 15 000 osób.
Świadomość narodowa zaczęła wzrastać w pierwszej połowie XIX wieku, inspirowana ideami romantycznymi i nacjonalistycznymi z Europy kontynentalnej. Islandzki ruch niepodległościowy ukształtował się w latach pięćdziesiątych XIX wieku pod przywództwem Jóna Sigurðssona, oparty na rozwijającym się islandzkim nacjonalizmie inspirowanym przez Fjölnismennów i innych islandzkich intelektualistów wykształconych w Danii. W 1874 roku Dania przyznała Islandii konstytucję i ograniczoną samorządność. Została ona rozszerzona w 1904 r., a Hannes Hafstein był pierwszym ministrem Islandii w rządzie duńskim.

### 1918–1944: Niepodległość i Królestwo Islandii
Duńsko-islandzki akt unii, umowa z Danią podpisana 1 grudnia 1918 r. i obowiązująca przez 25 lat, uznała Islandię za w pełni suwerenne i niezależne państwo pozostające w unii personalnej z Danią. Rząd Islandii utworzył ambasadę w Kopenhadze i zwrócił się do Danii o prowadzenie w jej imieniu niektórych spraw związanych z obronnością i sprawami zagranicznymi, z zastrzeżeniem konsultacji z Althingiem. Ambasady Danii na całym świecie wywiesiły dwa herby i dwie flagi: Królestwa Danii i Królestwa Islandii. Pozycja prawna Islandii stała się porównywalna z sytuacją krajów należących do Wspólnoty Narodów.
Podczas II wojny światowej Islandia dołączyła do Danii, zapewniając neutralność. Po niemieckiej okupacji Danii 9 kwietnia 1940 r. Althing zastąpił króla regentem i oświadczył, że rząd islandzki przejmie kontrolę nad własną obronnością i sprawami zagranicznymi. Miesiąc później brytyjskie siły zbrojne przeprowadziły operację Fork, czyli inwazję i okupację kraju, naruszając neutralność Islandii. W 1941 roku przyjazny Wielkiej Brytanii rząd Islandii zaprosił wówczas neutralne Stany Zjednoczone do przejęcia ich obrony, aby Wielka Brytania mogła użyć swoich wojsk gdzie indziej.

### 1944–czasy obecne: Republika Islandii
31 grudnia 1943 r. po 25 latach wygasł Akt Unii Duńsko-Islandzkiej. Począwszy od 20 maja 1944 r. Islandczycy głosowali w czterodniowym plebiscycie nad rozwiązaniem unii personalnej z Danią, zniesieniem monarchii i ustanowieniem republiki. 97% głosowało za zakończeniem unii, a 95% za nową konstytucją republikańską. Islandia formalnie stała się republiką 17 czerwca 1944 r., a jej pierwszym prezydentem został Sveinn Björnsson.
W 1946 roku alianci Sił Obronnych USA opuścili Islandię. Państwo formalnie stało się członkiem NATO 30 marca 1949 r. Spotkało się to z wewnętrznymi kontrowersjami i zamieszkami. 5 maja 1951 r. podpisano porozumienie obronne ze Stanami Zjednoczonymi. Wojska amerykańskie wróciły na Islandię jako Islandzkie Siły Obronne i pozostały tam przez cały okres zimnej wojny. Stany Zjednoczone wycofały ostatnie siły 30 września 2006 r.
Bezpośrednio po okresie powojennym w Islandii nastąpił znaczny wzrost gospodarczy, napędzany industrializacją przemysłu rybnego i amerykańskim programem planu Marshalla, w ramach którego Islandczycy otrzymali największą sumę pieniężną na mieszkańca ze wszystkich krajów europejskich (209 dolarów).
Vigdís Finnbogadóttir objęła prezydenturę Islandii 1 sierpnia 1980 r., co uczyniło ją pierwszą na świecie wybraną głową państwa, będącą kobietą.
Lata 70. XX wieku naznaczone były wojnami dorszowymi – kilkoma sporami z Wielką Brytanią w sprawie rozszerzenia przez Islandię limitów połowowych do 200 mil morskich (370 km) od brzegu. W 1986 r. Islandia była gospodarzem szczytu w Reykjaviku, pomiędzy prezydentem Stanów Zjednoczonych Ronaldem Reaganem a przywódcą ZSRR Michaiłem Gorbaczowem, podczas którego podjęto znaczące kroki w kierunku rozbrojenia nuklearnego. Kilka lat później Islandia jako pierwszy kraj uznała niepodległość Estonii, Łotwy i Litwy, powstałych wskutek rozpadu ZSRR. W latach 90. kraj rozszerzył swoją rolę międzynarodową i rozwinął politykę zagraniczną zorientowaną na sprawy humanitarne i pokojowe. W tym celu Islandia zapewniła pomoc i wiedzę fachową różnym interwencjom pod przewodnictwem NATO w Bośni i Hercegowinie, Kosowie i Iraku.
Islandia Wstąpiła do Europejskiego Obszaru Gospodarczego w 1994 r., wskutek czego, gospodarka została silnie zdywersyfikowana i zliberalizowana. Międzynarodowe stosunki gospodarcze zacieśniły się jeszcze bardziej po 2001 r., kiedy nowo zderegulowane banki Islandii zaczęły zaciągać ogromne kwoty długu zewnętrznego, przyczyniając się do 32-procentowego wzrostu dochodu narodowego Islandii w latach 2002–2007.

#### Boom gospodarczy i kryzys
W latach 2003–2007, w następstwie prywatyzacji sektora bankowego pod rządami Davíða Oddssona, Islandia przeszła w kierunku gospodarki opartej na międzynarodowej bankowości inwestycyjnej i usługach finansowych. Islandia szybko stała się jednym z najbogatszych krajów na świecie. Mimo wszystko nie uniknęła dotknięcia poważnym kryzysem finansowym. Kryzys spowodował największą migrację z kraju po 1887 r., z saldem migracji wynoszącym -5000 osób w 2009 r.

#### Od 2012 roku
Gospodarka Islandii ustabilizowała się pod rządami Jóhanny Sigurðardóttir, wykazując wzrost o 1,6% w 2012 roku. Centroprawicowa Partia Niepodległości powróciła do władzy w koalicji z Partią Postępu w wyborach w 2013 roku. W kolejnych latach Islandia odnotowała gwałtowny wzrost turystyki, stając się popularnym kierunkiem wakacyjnym. W 2016 r. premier Sigmundur Davíð Gunnlaugsson złożył rezygnację ze stanowiska po tym, jak był zamieszany w skandal związany z Panama Papers. Przedterminowe wybory w 2016 r. doprowadziły do powstania prawicowego rządu koalicyjnego Partii Niepodległości, partii Viðreisn i Świetlanej Przyszłości. Rząd ten upadł, gdy Świetlana Przyszłość opuściła koalicję w wyniku skandalu związanego z listem poparcia ojca ówczesnego premiera Bjarniego Benediktssona dla skazanego pedofila. Przedterminowe wybory w październiku 2017 r. dały władzę nowej koalicji składającej się z Partii Niepodległości, Partii Postępu i Ruchu Zieloni-Lewica, na której czele stoi Katrín Jakobsdóttir.
Po wyborach parlamentarnych w 2021 r. nowy rząd, podobnie jak poprzedni, był trójpartyjną koalicją Partii Niepodległości, Partii Postępu i Ruchu Lewicowo-Zielonych, na której czele stała premier Katrín Jakobsdóttir.

## Geografia
Islandia leży na styku Oceanu Atlantyckiego i Oceanu Arktycznego. Główna wyspa znajduje się całkowicie na południe od koła podbiegunowego północnego, które przebiega przez małą islandzką wyspę Grímsey u północnego wybrzeża głównej wyspy. Kraj leży pomiędzy 63°24' a 66°32' równoleżnikiem szerokości geograficznej północnej i 24°32' a 13°30' południkiem długości geograficznej zachodniej.

Geografia Islandii

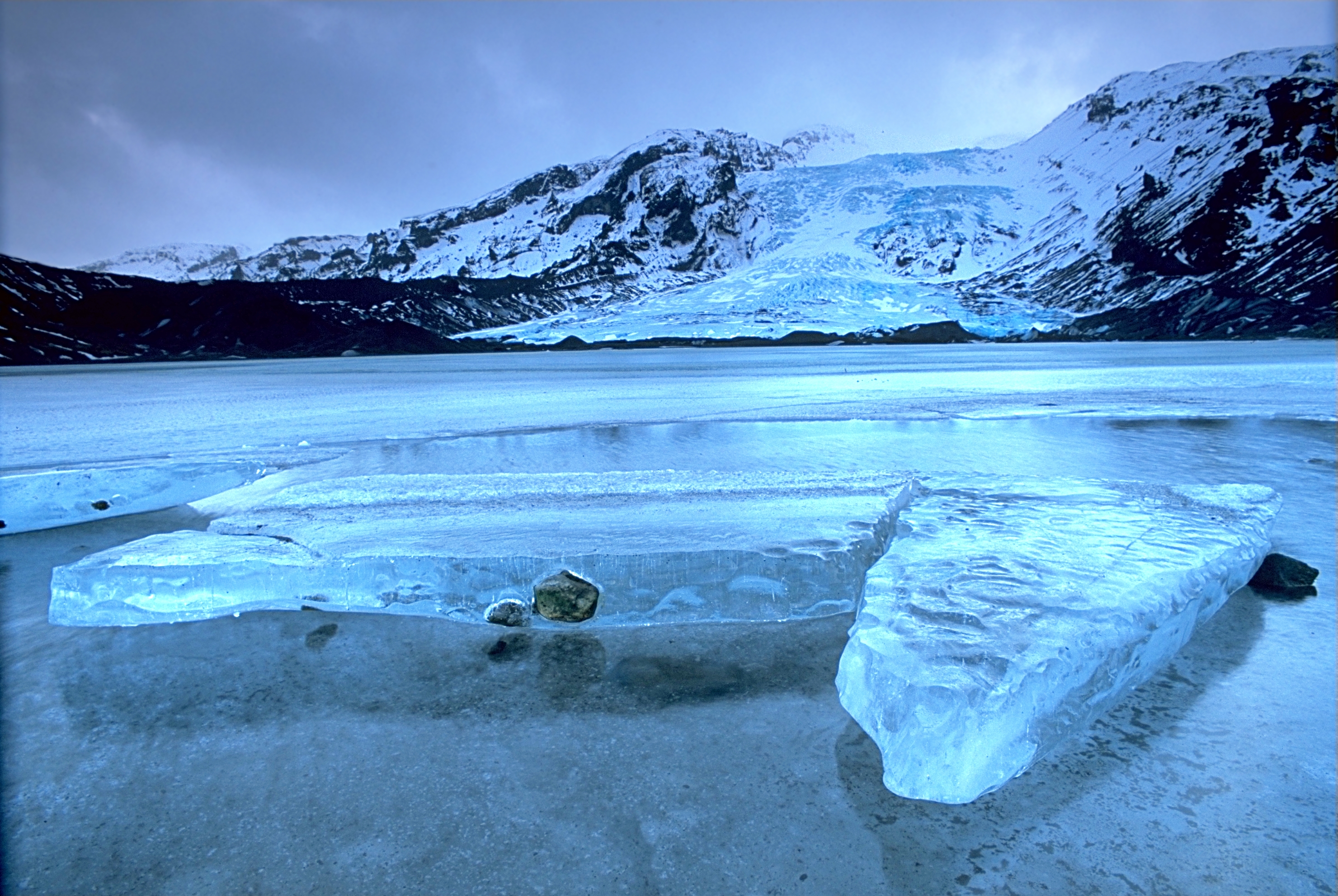
Lodowiec Eyjafjallajökull (2003)

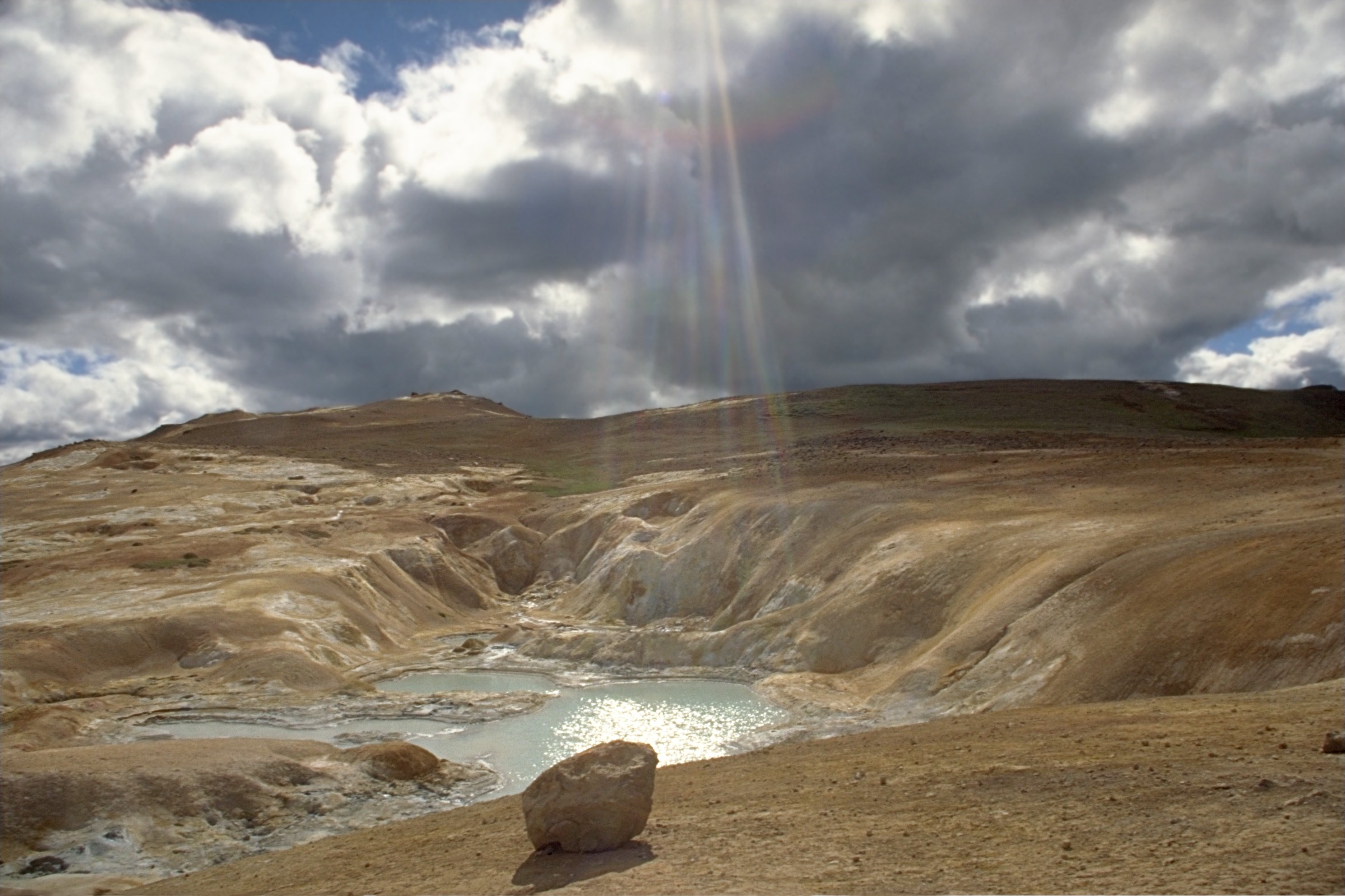
Gorące źródło Leirhnjukur

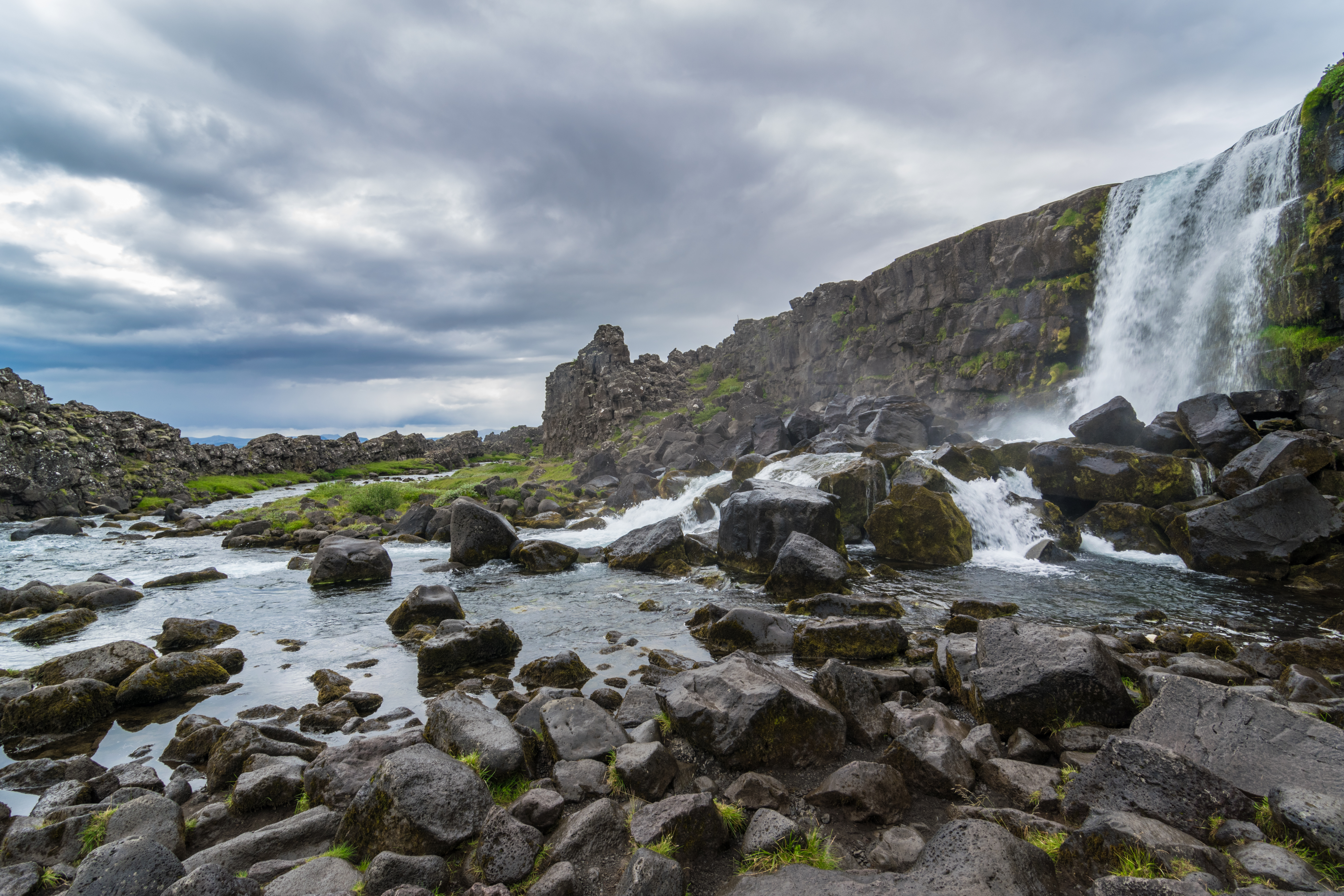
Wodospad Öxarárfoss w Parku Narodowym Þingvellir

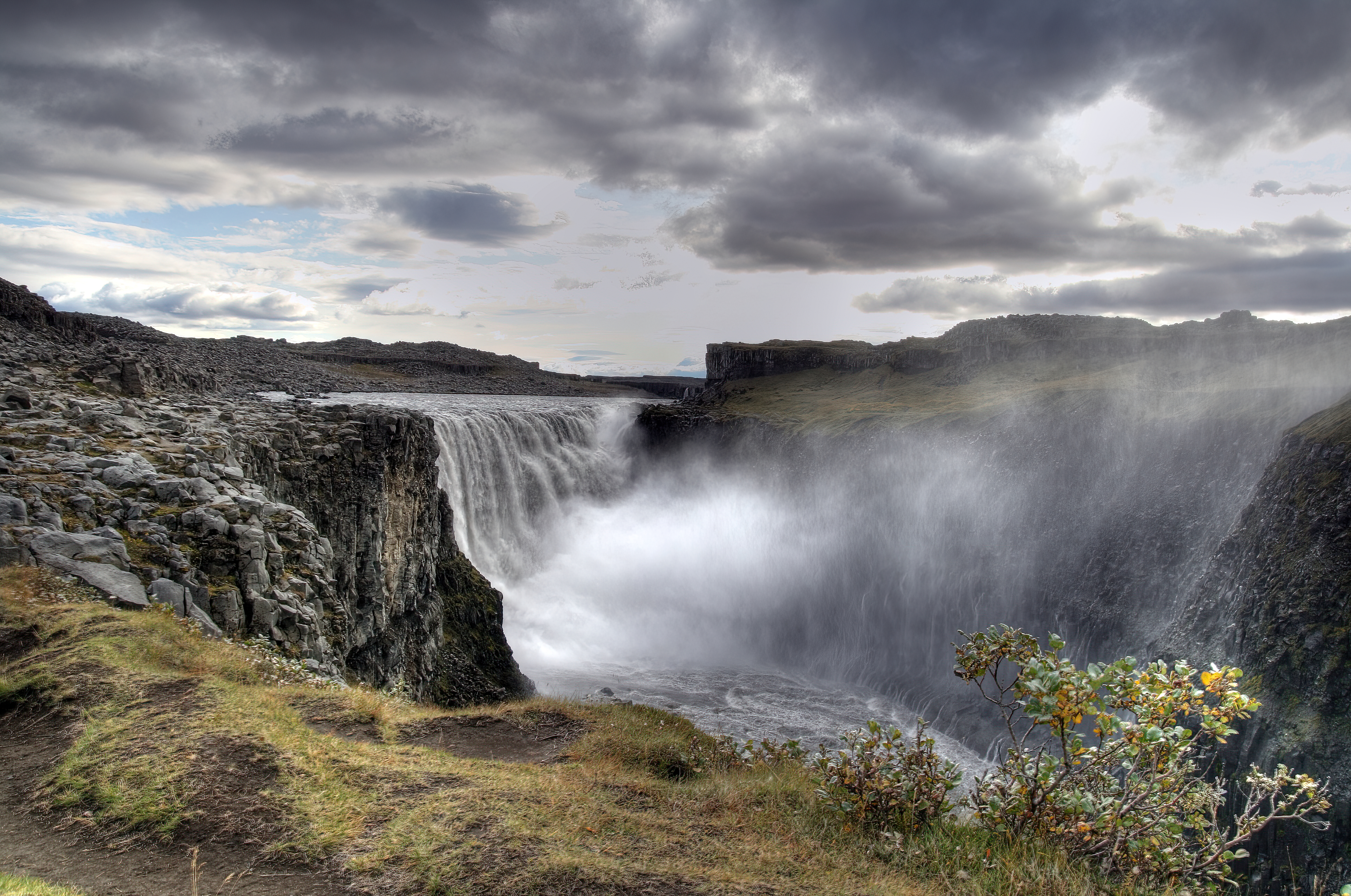
Dettifoss

Islandia jest państwem europejskim ze względów geograficznych, historycznych, politycznych, kulturowych, językowych i praktycznych. Kraj znajduje się pomiędzy Europą a Ameryką Północną. Geologicznie wyspa obejmuje części obu płyt kontynentalnych. Lądem znajdującym się najbliżej Islandii jest należąca do Ameryki Północnej Grenlandia (290 km; 157 Mm). Mimo to Islandia leży bliżej kontynentalnej Europy niż kontynentalnej części Ameryki Północnej. Najbliższe europejskie lądy to Wyspy Owcze (420 km; 227 Mm); Wyspa Jan Mayen (570 km; 308 Mm); Szetlandy oraz Hebrydy Zewnętrzne, oba około 740 km (400 Mm) od Islandii; oraz kontynent Szkocji i Orkady, oba w odległości około 750 km (405 Mm). Najbliższą częścią kontynentalnej Europy jest kontynentalna Norwegia, oddalona o około 970 km (524 Mm), podczas gdy kontynentalna część Ameryki Północnej znajduje się w odległości 2070 km (1118 Mm), na północnym krańcu Labradoru.
Islandia jest 18. co do wielkości wyspą na świecie i drugą co do wielkości wyspą w Europie po Wielkiej Brytanii, a przed Irlandią. Główna wyspa zajmuje powierzchnię 101 826 km², a powierzchnia całego państwa wynosi 103 000 km², z czego 62,7% to tundra. Islandia obejmuje około 30 mniejszych wysp, w tym słabo zaludnioną Grímsey i archipelag Vestmannaeyjar. Jeziora i lodowce zajmują 14,3% jego powierzchni; tylko 23% jest porośnięte roślinnością. Największe jeziora to Þórisvatn: 83–88 km² i Þingvallavatn: 82 km²; inne ważne jeziora to Lagarfljót i Mývatn. Jökulsárlón to najgłębsze jezioro, mające 248 m głębokości.
Geologicznie Islandia jest częścią Grzbietu Śródatlantyckiego, wzdłuż którego rozdziera się skorupa ziemska oceaniczna, tworząc nową skorupę. Grzbiet wyznacza granicę między płytami eurazjatycką i północnoamerykańską. Islandia powstała w wyniku ryftu i akrecji spowodowanej wulkanizmem występującym wzdłuż grzbietu.
Linię brzegową Islandii o długości 4970 km przecina wiele fiordów. Przy brzegu znajduje się również większość ośrodków miejskich i osad. Centralna część wyspy, Wyżyny Islandii, to zimne i nie nadające się do zamieszkania połączenie połaci piasku, gór i pól lawy. Główne ośrodki miejskie państwa to stolica państwa Reykjavík wraz z peryferyjnymi miastami Kópavogur, Hafnarfjörður i Garðabær, Reykjanesbær, gdzie znajduje się międzynarodowe lotnisko, oraz miasto Akureyri w północnej Islandii. Wyspa Grímsey na kole podbiegunowym posiada najbardziej wysunięty na północ teren zamieszkały Islandii, podczas gdy Kolbeinsey zawiera najbardziej wysunięty na północ punkt Islandii. Na terenie państwa znajdują się trzy parki narodowe: Park Narodowy Vatnajökull, Park Narodowy Snæfellsjökull oraz Park Narodowy Þingvellir. Kraj ten jest uważany za „silnego gracza” w dziedzinie ochrony środowiska, zajmując 13. miejsce w indeksie efektywności środowiskowej Uniwersytetu Yale z 2012 r.

### Geologia
Islandia, geologicznie młoda kraina mająca 16–18 milionów lat, jest powierzchniowym wyrazem Płaskowyżu Islandzkiego, dużej prowincji magmatycznej powstałej w wyniku wulkanizmu z gorącego punktu Islandii wzdłuż grzbietu śródatlantyckiego. Oznacza to, że wyspa jest bardzo aktywna geologicznie, posiadając wiele wulkanów, w tym Hekla, Eldgjá, Herðubreið i Eldfell. Erupcja wulkanu Laki w latach 1783–1784 spowodowała głód, w wyniku którego zginęła prawie jedna czwarta populacji wyspy. Ponadto erupcja spowodowała pojawienie się chmur pyłu i mgły nad większością Europy oraz części Azji i Afryki, co wpłynęło na zmiany klimatu na innych obszarach.
Islandia ma wiele gejzerów, w tym Geysir, od którego pochodzi angielskie słowo geyser, oraz słynny Strokkur, który wybucha co 8–10 minut. Po fazie bezczynności Geysir zaczął ponownie wybuchać po serii trzęsień ziemi w 2000 r. Od tego czasu Geysir ucichł i wybucha rzadko.
Dzięki powszechnej dostępności energii geotermalnej oraz wykorzystaniu wielu rzek i wodospadów do wytwarzania energii wodnej, większość mieszkańców ma dostęp do niedrogiej ciepłej wody, ogrzewania i energii elektrycznej. Wyspa składa się głównie z bazaltu, lawy o niskiej zawartości krzemionki, związanej z efuzją, która miała miejsce również na Hawajach. Na Islandii występuje jednak wiele rodzajów wulkanów (złożonych i szczelinowych), z których wiele wytwarza skały wulkaniczne, takie jak ryolit i andezyt. Islandia ma setki wulkanów z około 30 aktywnymi systemami wulkanicznymi.
Surtsey, jedna z najmłodszych wysp na świecie, jest częścią Islandii. Nazwana na cześć Surtra, wzniosła się nad oceanem w wyniku serii erupcji wulkanów między 8 listopada 1963 a 5 czerwca 1968. Wyspę mogą odwiedzać wyłącznie naukowcy badający rozwój nowych form życia.
W dniu 21 marca 2010 r. wulkan Eyjafjallajökull na południu Islandii wybuchł po raz pierwszy od 1821 r., zmuszając 600 osób do opuszczenia swoich domów. Dodatkowe erupcje, które miały miejsce 14 kwietnia, zmusiły następne setki ludzi do opuszczenia miejsca swojego zamieszkania. Powstała chmura popiołu wulkanicznego spowodowała poważne zakłócenia w podróżach lotniczych w całej Europie.
Kolejna duża erupcja miała miejsce 21 maja 2011 r. Tym razem był to wulkan Grímsvötn, położony pod grubym lodem największego lodowca Europy, Vatnajökull. Grímsvötn to jeden z najbardziej aktywnych wulkanów na Islandii, a erupcja ta była znacznie silniejsza niż aktywność Eyjafjallajökull w 2010 r., kiedy popiół i lawa zostały wyrzucone do atmosfery na odległość 20 km, tworząc dużą chmurę.
W latach 2020 i 2021, po prawie 800 latach braku aktywności, na półwyspie Reykjanes miała miejsce duża aktywność wulkaniczna. Po erupcji wulkanu Fagradalsfjall 19 marca 2021 r. eksperci National Geographic przewidywali, że „może to oznaczać początek dziesięcioleci aktywności wulkanicznej”. Erupcja była niewielka, co doprowadziło do przewidywań, że jest mało prawdopodobne, aby wulkan ten zagroził „jakimkolwiek skupiskom ludności”.
Najwyższe wzniesienie Islandii to Hvannadalshnúkur mający 2110 m n.p.m. (64°00′N 16°39′W).

### Klimat
Klimat wybrzeża Islandii jest okołobiegunowy. Ciepły Prąd Północnoatlantycki zapewnia generalnie wyższe roczne temperatury niż w większości miejsc na podobnych szerokościach geograficznych na świecie. Regiony o podobnym klimacie obejmują Aleuty, Półwysep Alaska i Ziemię Ognistą, chociaż regiony te znajdują się bliżej równika. Pomimo bliskości Arktyki, wybrzeża wyspy pozostają wolne od lodu przez całą zimę. Zlodowacenia są rzadkie, a ostatnie miało miejsce na północnym wybrzeżu w 1969 r.
Klimat jest inny w różnych częściach wyspy. Południowe wybrzeże jest cieplejsze, bardziej wilgotne i wietrzne niż północ. Środkowe wyżyny to najzimniejsza część kraju. Najbardziej suche są nisko położone obszary lądowe na północy. Opady śniegu zimą występują częściej na północy niż na południu.
Najwyższa zarejestrowana temperatura powietrza wyniosła +30,5 °C 22 czerwca 1939 r. w Teigarhorn na południowo-wschodnim wybrzeżu. Najniższa temperatura wynosiła –38 °C 22 stycznia 1918 r. w Grímsstaðir i Möðrudalur w północno-wschodniej części wyspy. Rekordy temperatury w Reykjavíku wynoszą +26,2 °C 30 lipca 2008 r. i –24,5 °C 21 stycznia 1918 r.

### Szata roślinna
Fitogeograficznie Islandia należy do obszaru cyrkumborealnego w Państwie holarktycznym. Na roślinność składają się głównie łąki, które są regularnie wypasane przez zwierzęta gospodarskie. Najpopularniejszym drzewem występującym na Islandii jest brzoza omszona (Betula pubescens), która dawniej tworzyła lasy na większej części Islandii, wraz z topolą osiką (Populus tremula), jarząbem pospolitym (Sorbus aucuparia), jałowcem pospolitym (Juniperus communis) i innymi mniejszymi drzewami, głównie wierzbami.
Kiedy wyspa została zasiedlona ok. 30% jej powierzchni była pokryta lasami. Pod koniec XII wieku, Ari Þorgilsson opisał ją w Íslendingabók jako „zalesioną od gór do brzegu morza”. Stałe osadnictwo ludzkie w znacznym stopniu zakłóciło odizolowany ekosystem cienkich, wulkanicznych gleb i ograniczoną różnorodność gatunkową. Na przestrzeni wieków lasy były intensywnie eksploatowane w celu pozyskiwania drewna opałowego i konstrukcyjnego. Wylesianie, pogorszenie klimatu podczas małej epoki lodowej i nadmierny wypas owiec sprowadzonych przez osadników spowodowały utratę krytycznej wierzchniej warstwy gleby w wyniku erozji. Współcześnie wiele dawnych gospodarstw jest już opuszczonych. Trzy czwarte ze 100 000 kilometrów kwadratowych Islandii jest dotknięte erozją gleby; 18 000 km² jest dotknięte w stopniu na tyle poważnym, że teren staje się bezużyteczny. Obecnie w odizolowanych rezerwatach istnieje tylko kilka małych drzewostanów brzozowych. Sadzenie nowych lasów zwiększyło liczbę drzew, ale wynik nie jest porównywalny z lasami pierwotnymi. Część sadzonych lasów składa się z gatunków introdukowanych. Najwyższym drzewem na Islandii jest świerk sitkajski posadzony w 1949 roku w Kirkjubæjarklaustur; w 2013 r. mierzył 25,2 m.

### Fauna
Jedynym rodzimym ssakiem lądowym występującym na wyspie, kiedy dotarli na nią ludzie, był lis polarny, który przybył na wyspę pod koniec epoki lodowcowej, przechodząc po zamarzniętym morzu. W rzadkich przypadkach nietoperze przenosiły się nad wyspę z wiatrem, ale nie były w stanie się tam rozmnażać. Na wyspie nie występują żadne rodzime ani wolno żyjące gady ani płazy.
Do zwierząt Islandii należą islandzkie owce, krowy, kury, kozy, silny koń islandzki i islandzki szpic pasterski. Wszystkie z nich są potomkami gatunków zwierząt importowanych przez Europejczyków. Dzikie ssaki obejmują lisa polarnego, norkę, myszy, szczury, króliki i renifery tundrowe. Niedźwiedzie polarne odwiedzają czasem wyspę, docierając z Grenlandii na górach lodowych, ale nie ma tam żadnej islandzkiej populacji. W czerwcu 2008 r. w tym samym miesiącu przybyły dwa niedźwiedzie polarne. Do ssaków morskich zalicza się szarytkę morską (Halichoerus grypus) i fokę pospolitą (Phoca vitulina).
W wodach oceanicznych otaczających Islandię żyje wiele gatunków ryb, a rybactwo stanowi główną część islandzkiej gospodarki i odpowiada za mniej więcej połowę całkowitego eksportu kraju. Ptaki, zwłaszcza morskie, są ważną częścią fauny na Islandii. Maskonury zwyczajne, wydrzyki i mewy trójpalczaste gniazdują na klifach morskich.
Wielorybnictwo w celach komercyjnych jest sporadycznie praktykowane, wraz z polowaniami w celach naukowych. Obserwowanie wielorybów stało się ważną częścią islandzkiej gospodarki po 1997 r.
Na Islandii znanych jest około 1300 gatunków owadów. To niewiele w porównaniu z innymi krajami (na świecie opisano ponad 1 milion gatunków). Na Islandii nie występują gatunki komarów.

## Ustrój polityczny

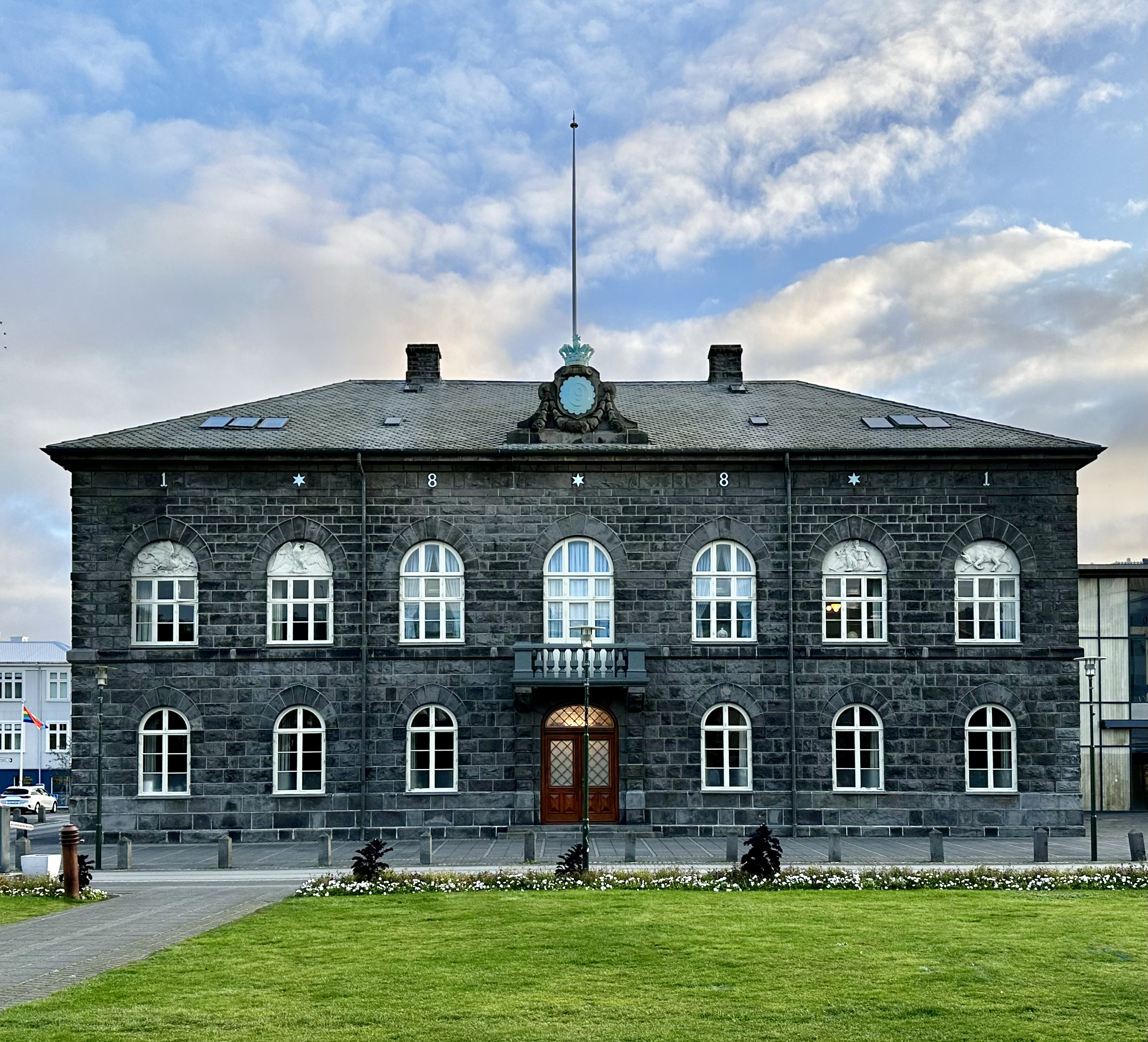
Althing jest najstarszym działającym parlamentem na świecie

Islandia posiada lewicowo-prawicowy system wielopartyjny. Po wyborach parlamentarnych w 2017 i 2021 r. największymi partiami są centroprawicowa Partia Niepodległości (Sjálfstæðisflokkurinn), Partia Postępu (Framsóknarflokkurinn) i Ruch Zieloni-Lewica (Vinstrihreyfingin – grænt framboð). Są to trzy partie wchodzące w koalicję posiadającą rząd kierowany przez przewodniczącą Ruchu Zieloni-Lewica, Katrín Jakobsdóttir. Inne partie polityczne posiadające mandaty w Althing (parlamencie) to Sojusz (Samfylkingin), Partia Ludowa (Flokkur fólksins), Partia Piratów (Píratar), Odrodzenie (Viðreisn) i Partia Centrum (Miðflokkurinn).
Islandia była pierwszym krajem na świecie, w którym została utworzona partia polityczna kierowana wyłącznie przez kobiety. Znana jako Lista Kobiet lub Sojusz Kobiet (Kvennalistinn), została założona w 1983 roku w celu zaspokajania politycznych, gospodarczych i społecznych potrzeb kobiet. Po wzięciu udziału w pierwszych wyborach parlamentarnych, Lista Kobiet pomogła zwiększyć odsetek kobiet w parlamencie o 15%. Partia została rozwiązana w 1999 r., formalnie łącząc się w następnym roku z Sojuszem Socjaldemokratycznym, jednak około połowa jej członków dołączyła do Ruchu Lewicowo-Zielonych. Wywarło to trwały wpływ na politykę Islandii: każda większa partia ma 40% udziału kobiet, a w 2009 r. prawie jedną trzecią członków parlamentu stanowiły kobiety, w porównaniu ze średnią światową wynoszącą 16%. Po wyborach w 2016 i 2021 r. 48% członków parlamentu to kobiety.
W 2016 r. Islandia zajmowała drugie miejsce pod względem siły swoich instytucji demokratycznych i 13. pod względem transparentności rządów. Kraj ten charakteryzuje się wysokim poziomem aktywności obywatelskiej – w ostatnich wyborach frekwencja wyniosła 81,4% w porównaniu ze średnią OECD wynoszącą 72%. Jednak tylko 50% Islandczyków twierdzi, że ufa swoim instytucjom politycznym, co stanowi nieco mniej niż średnia OECD wynosząca 56% (najprawdopodobniej jest to konsekwencja skandali politycznych po kryzysie finansowym w Islandii).

### Rząd
Na Islandii obowiązuje demokracja pośrednia, a samo państwo jest republiką parlamentarną. Nowoczesny parlament Alþingi (Polski: Althing) został założony w 1845 roku jako organ doradczy duńskiego monarchy. Powszechnie postrzegano go jako przywrócenie zgromadzenia założonego w 930 r. w okresie Wspólnoty Islandzkiej i tymczasowo zawieszonego w latach 1799–1845. W rezultacie „jest to prawdopodobnie najstarszy system parlamentarny na świecie”. Liczy 63 członków wybieranych na czteroletnią kadencję.

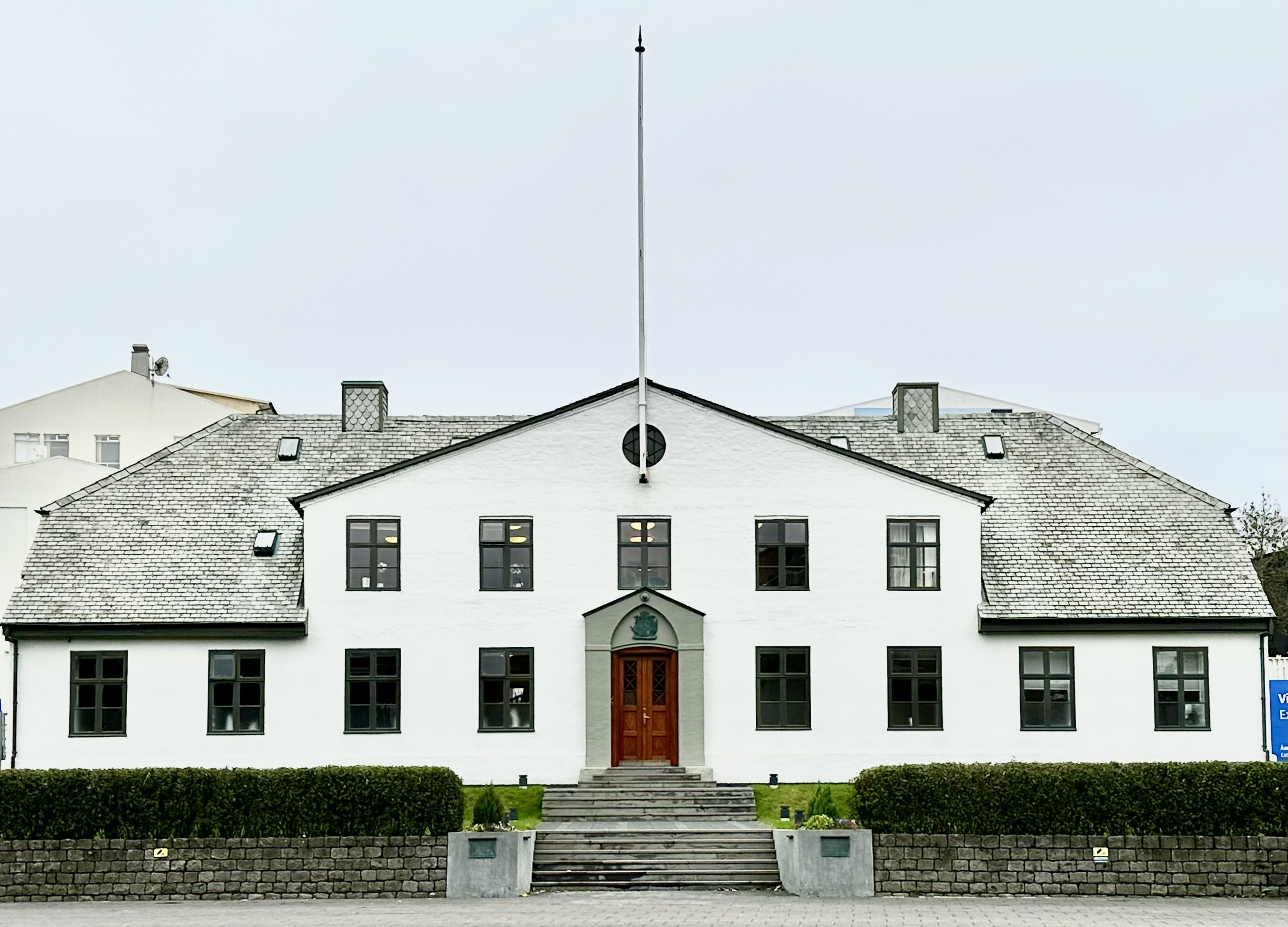
W Stjórnarráðshúsið mieści się Rząd Islandii i Kancelaria Premiera

Szefem rządu jest premier, który wraz z gabinetem odpowiada za władzę wykonawczą.
Prezydent Islandii jest głową państwa w głównej mierze ceremonialną i pełni funkcję dyplomaty, ale może zawetować ustawy przyjęte przez parlament i poddać je pod ogólnokrajowe referendum. Prezydenci są wybierani w głosowaniu powszechnym na czteroletnią kadencję bez ograniczenia ich liczby. Obecnym prezydentem jest Halla Tómasdóttir, która objęła urząd 1 sierpnia 2024 r.
Wybory prezydenta, Althing i lokalnych rad miejskich odbywają się oddzielnie co cztery lata.
Gabinet rządu kraju jest zwykle powoływany przez prezydenta po wyborach powszechnych do Althing. Jednak nominacja jest zwykle negocjowana przez przywódców partii politycznych, którzy decydują między sobą, które partie mogą utworzyć gabinet i w jaki sposób podzielić jego mandaty, o ile ma on poparcie większości w Althing. Jeżeli przywódcom partii nie uda się dojść do porozumienia w rozsądnym terminie, prezydent osobiście powołuje rząd. Nie zdarzyło się to od powstania republiki w 1944 r., choć w 1942 r. regent Sveinn Björnsson powołał rząd pozaparlamentarny. Sveinn sprawował wówczas praktyczną funkcję prezydenta, a w 1944 r. został pierwszym oficjalnym prezydentem kraju.
Rządy Islandii zawsze były rządami koalicyjnymi, obejmującymi dwie lub więcej partii, ponieważ żadna partia polityczna nigdy nie uzyskała większości mandatów w Althing w okresie istnienia republiki. Nie ma konsensusu prawnego co do zakresu władzy politycznej sprawowanej przez urząd prezydenta; wydaje się, że kilka przepisów konstytucji przyznaje prezydentowi pewne ważne uprawnienia, ale inne postanowienia i tradycje sugerują coś innego. W 1980 roku Islandczycy wybrali na prezydenta Vigdís Finnbogadóttir, pierwszą na świecie bezpośrednio wybraną kobietę na głowę państwa. Odeszła ze stanowiska w 1996 r. W 2009 r., gdy premierem została Jóhanna Sigurðardóttir, Islandia stała się pierwszym krajem, którego szefem rządu była osoba deklarująca się jako homoseksualna.

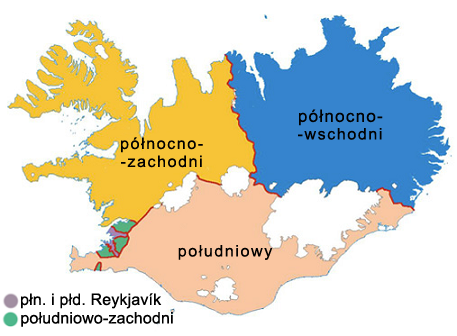
Podział na okręgi wyborcze

### Podział administracyjny

Regiony Islandii
- 1. Höfuðborgarsvæðið (region stołeczny)
- 2. Suðurnes (region Półwyspu Południowego)
- 3. Vesturland (region zachodni)
- 4. Vestfirðir (region Fiordów Zachodnich)
- 5. Norðurland vestra (region północno-zachodni)
- 6. Norðurland eystra (region północno-wschodni)
- 7. Austurland (region wschodni)
- 8. Suðurland (region południowy)

Islandia jest podzielona na okręgi wyborcze, regiony i gminy. Osiem regionów wykorzystuje się głównie do celów statystycznych. W jurysdykcjach sądów rejonowych stosuje się starszą wersję tego podziału.
Sześćdziesiąt dziewięć gmin na Islandii reguluje sprawy lokalne, takie jak szkolnictwo, transport i podział na strefy. Są to faktyczne jednostki podziału Islandii drugiego stopnia, ponieważ okręgi wyborcze nie mają znaczenia z wyjątkiem wyborów i celów statystycznych. Reykjavík jest zdecydowanie najbardziej zaludnioną gminą, około cztery razy bardziej zaludnioną niż druga gmina Kópavogur.

#### Okręgi wyborcze
Do 2003 roku okręgi wyborcze w wyborach parlamentarnych były jednoznaczne z regionami, jednak w wyniku zmiany konstytucji zmieniono je na dzisiejsze sześć okręgów:
- Północny Reykjavík (Reykjavíkurkjördæmi norður) (region miejski);
- Południowy Reykjavík (Reykjavíkurkjördæmi suður) (region miejski);
- Południowo-zachodni (Suðvesturkjördæmi) (cztery nieciągłe obszary podmiejskie wokół Reykjavíku);
- Północno-zachodni (Norðvesturkjördæmi) (północno-zachodnia część Islandii);
- Północno-wschodni (Norðausturkjördæmi) (północno-wschodnia część Islandii);
- Południowy (Suðurkjördæmi) (południowa połowa Islandii, z wyłączeniem Reykjavíku i jego przedmieść).

Zmiany w zakresie wyglądu okręgów wyborczych dokonano, aby zrównoważyć wagę różnych regionów kraju, ponieważ wcześniej głos oddany w słabo zaludnionych obszarach kraju liczył się znacznie bardziej niż głos oddany na obszarze miasta Reykjavík. Nowy system zmniejszył brak równowagi między okręgami, która mimo to w mniejszym stopniu nadal występuje.

### Stosunki międzynarodowe

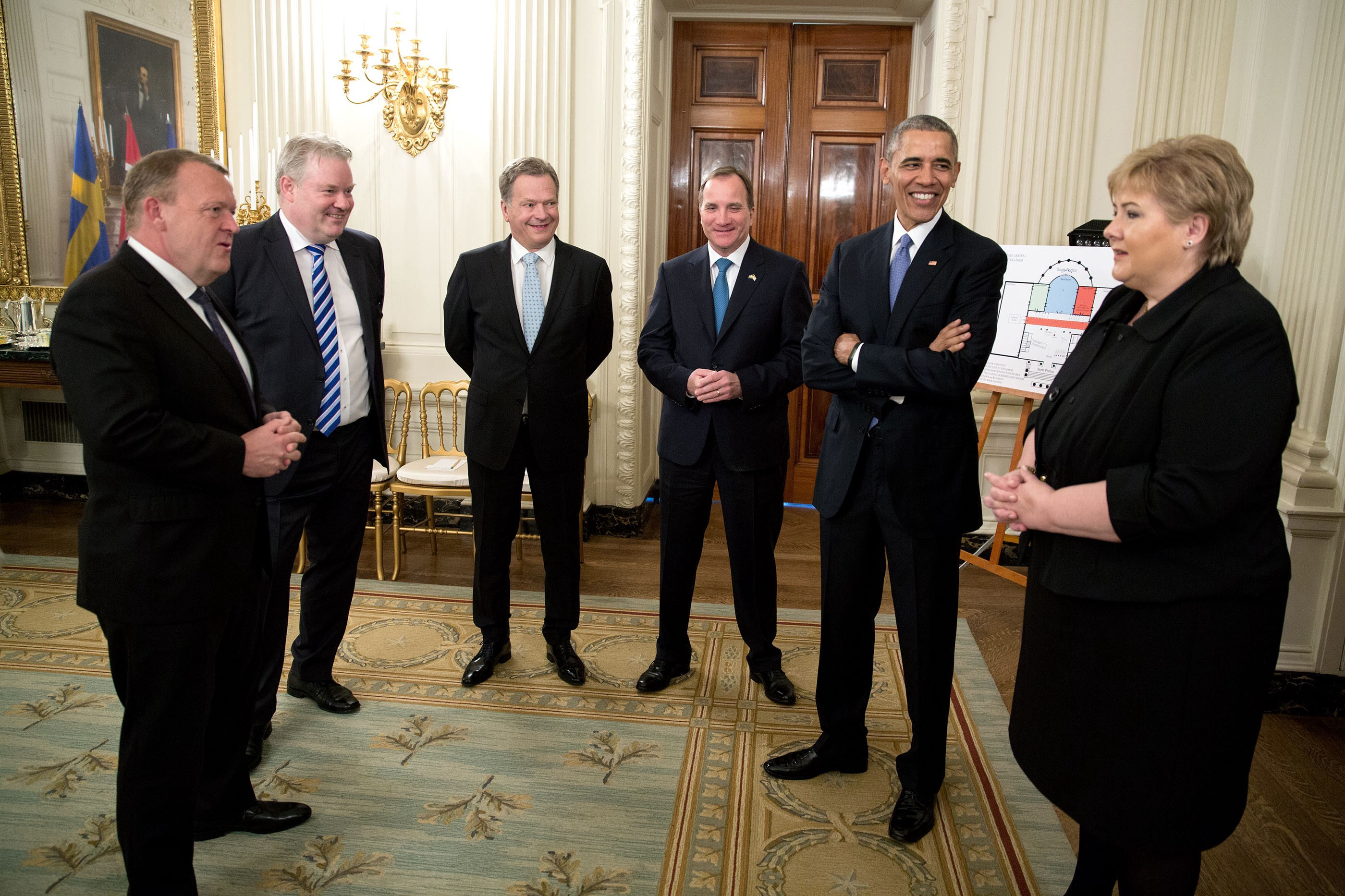
Nordyccy premierzy i prezydent Finlandii z wizytą w Białym Domu w 2016 r., Islandczyk Sigurður drugi od lewej

Islandia będąca członkiem ONZ, NATO, EFTA, Rady Europy i OECD utrzymuje stosunki dyplomatyczne i handlowe praktycznie ze wszystkimi narodami, aczkolwiek powiązania z krajami nordyckimi, Niemcami, Stanami Zjednoczonymi, Kanadą i innymi państwami NATO są szczególnie bliskie. Historycznie rzecz biorąc, ze względu na podobieństwa kulturowe, gospodarcze i językowe, Islandia jest krajem nordyckim i uczestniczy we współpracy międzyrządowej za pośrednictwem Rady Nordyckiej.
Islandia jest członkiem Europejskiego Obszaru Gospodarczego (EOG), co umożliwia jej dostęp do jednolitego rynku Unii Europejskiej. Nigdy nie była członkiem UE, ale w lipcu 2009 r. islandzki parlament Althing głosował za wnioskiem o członkostwo w UE i 17 lipca 2009 r. oficjalnie złożył wniosek. Jednak badania opinii publicznej w 2013 r. wykazały, że wielu Islandczyków jest obecnie przeciwnych przystąpieniu do UE; po wyborach parlamentarnych na Islandii w 2013 r. dwie partie, które utworzyły nowy rząd wyspy – centrowa Partia Postępu i prawicowa Partia Niepodległości – ogłosiły, że przeprowadzą referendum w sprawie członkostwa w UE. W 2015 r. Minister Spraw Zagranicznych Gunnar Bragi Sveinsson poinformował Unię Europejską, że Islandia nie będzie już ubiegać się o członkostwo, jednak wniosek nie został formalnie wycofany i pojawiły się kolejne wezwania do zorganizowania referendum w tej sprawie.

### Obronność Islandii
Islandia nie ma stałej armii, jednak posiada Islandzką Straż Przybrzeżną, która utrzymuje Islandzki System Obrony Powietrznej, oraz Islandzką Jednostkę Reagowania Kryzysowego, która wspiera misje pokojowe i pełni funkcje paramilitarne.
Islandzkie Siły Obronne (IDF) były dowództwem wojskowym Sił Zbrojnych Stanów Zjednoczonych od 1951 do 2006 roku. IDF, utworzone na zlecenie NATO, powstały, gdy Stany Zjednoczone podpisały porozumienie zapewniające obronę Islandii. IDF składało się także z cywilnych Islandczyków i żołnierzy innych krajów NATO. Siły zbrojne IDF zostały zmniejszone po zakończeniu zimnej wojny, a Siły Powietrzne Stanów Zjednoczonych utrzymywały od czterech do sześciu myśliwców przechwytujących w Bazie Lotnictwa Marynarki Wojennej w Keflaviku do czasu ich wycofania 30 września 2006 r. Od maja 2008 r. państwa NATO okresowo rozmieszczały myśliwce w celu patrolowania Islandii przestrzeń powietrzna w ramach Icelandic Air Policing. Islandia wsparła inwazję na Irak w 2003 r. pomimo wielu wewnętrznych kontrowersji, wysyłając do Iraku zespół EOD Straży Przybrzeżnej, który został później zastąpiony przez członków Islandzkiej Jednostki Reagowania Kryzysowego. Islandia brała także udział w Wojnie w Afganistanie i bombardowaniu Jugosławii przez NATO w 1999 r. Pomimo trwającego kryzysu finansowego, pierwszy od dziesięcioleci nowy statek patrolowy, został zwodowany 29 kwietnia 2009 r..
Islandia była neutralnym gospodarzem historycznego szczytu Reagana–Gorbaczowa, który odbył się w 1986 r. w Reykjavíku, przygotowując grunt pod zakończenie Zimnej Wojny. Główne historyczne spory międzynarodowe w Islandii dotyczyły nieporozumień dotyczących wyłącznych stref ekonomicznych. Konflikt z Wielką Brytanią doprowadził do serii tzw. wojen dorszowych, które obejmowały starcia Islandzkiej Straży Przybrzeżnej z Królewską Marynarką Wojenną o brytyjskich rybaków: w latach 1952–1956 w związku z rozszerzeniem islandzkiej strefy połowowej z 3 do 4 mil morskich (5,6 do 7,4 km), w latach 1958–1961 po dalszym przedłużeniu do 12 mil morskich (22,2 km), w latach 1972–1973 z kolejnym przedłużeniem do 50 mil morskich (92,6 km) oraz w 1975–1976 po kolejnym przedłużeniu do 200 mil morskich (370,4 km).
Według Global Peace Index z 2011 r. Islandia jest najbardziej pokojowym krajem na świecie ze względu na brak sił zbrojnych, niski wskaźnik przestępczości i wysoki poziom stabilności społeczno-politycznej. Islandia została wpisana do Księgi Rekordów Guinnessa jako „najbardziej pokojowy kraj” i „kraj o najniższych wydatkach wojskowych na mieszkańca”.

## Gospodarka
W 2007 r. Islandia była krajem z 7 największym PKB per capita (54 858 USD) i piątym pod względem wysokości PKB według parytetu siły nabywczej (40 112 USD). Około 85 procent całkowitego zaopatrzenia w energię pierwotną w Islandii pochodzi z krajowych źródeł energii odnawialnej. Wykorzystanie obfitej energii wodnej i geotermalnej uczyniło Islandię największym na świecie producentem energii elektrycznej na mieszkańca. W wyniku zaangażowania Islandii w energię odnawialną w ramach globalnego indeksu zielonej gospodarki z 2016 r. Islandia znalazła się wśród 10 najbardziej ekologicznych gospodarek na świecie. Historycznie rzecz biorąc, gospodarka Islandii w dużym stopniu opierała się na rybołówstwie, które nadal zapewnia 40% dochodów z eksportu i zatrudnia 7% siły roboczej. Gospodarka jest podatna na zmniejszanie się zasobów ryb i spadek światowych cen głównych surowców eksportowanych: ryb i produktów rybnych, aluminium i żelazokrzemu. Wielorybnictwo na Islandii ma znaczenie historyczne. Znaczenie rybołówstwa w gospodarce Islandii zmalało w udziale eksportu wynoszącym 90% w latach 60. XX w. do 40% w 2006 r..
Do XX wieku Islandia była krajem dość biednym. Obecnie jest to jeden z najbardziej rozwiniętych krajów świata. Silny wzrost gospodarczy sprawił, że Islandia zajęła trzecie miejsce w raporcie ONZ dotyczącym wskaźnika rozwoju społecznego za lata 2021–2022. Według Economist Intelligence Index z 2011 r. Islandia miała drugi najwyższy wskaźnik jakości życia na świecie. Na podstawie współczynnika Giniego Islandia ma również jeden z najniższych wskaźników nierówności w dochodach na świecie oraz zajmuje szóste miejsce w rankingu HDI. Stopa bezrobocia w Islandii stale spada od czasu kryzysu w 2008 roku: w czerwcu 2012 r. 4,8% siły roboczej było bezrobotnych w porównaniu z 6% w 2011 r. i 8,1% w 2010 r.
Wiele partii politycznych pozostaje przeciwnych członkostwu w UE, przede wszystkim ze względu na obawy Islandczyków przed utratą kontroli nad swoimi zasobami naturalnymi (w szczególności rybołówstwem). Walutą narodową Islandii jest korona islandzka (ISK). Islandia jest jedynym krajem na świecie, którego populacja wynosi mniej niż dwa miliony, a mimo to nadal posiada płynny kurs walutowy i niezależną politykę pieniężną.
Sondaż opublikowany 5 marca 2010 r. przez Capacent Gallup wykazał, że 31% respondentów opowiedziało się za przyjęciem euro, a 69% było przeciwne. Inne badanie Capacent Gallup przeprowadzone w lutym 2012 r. wykazało, że 67,4% Islandczyków odrzuciłoby w referendum członkostwo w UE.
W ciągu ostatniej dekady gospodarka Islandii dywersyfikowała się, obejmując przemysł wytwórczy i usługi, w tym produkcję oprogramowania, biotechnologię i finanse; przemysł stanowi około jednej czwartej działalności gospodarczej, podczas gdy usługi stanowią blisko 70%. Sektor turystyczny rozwija się, zwłaszcza w zakresie ekoturystyki i obserwacji wielorybów. Islandię odwiedza średnio około 1,1 miliona gości rocznie, czyli ponad trzykrotnie więcej niż rodzima populacja. W 2016 r. Islandię odwiedziło 1,7 mln osób, czyli 3 razy więcej niż w 2010 r. Islandzki przemysł rolniczy, wytwarzający 5,4% PKB[68], składa się głównie z ziemniaków, zielonych warzyw (w szklarniach), baraniny i produktów mlecznych. Centrum finansowe to Borgartún w Reykjavíku, w którym mieści się wiele firm i trzy banki inwestycyjne. Islandzka Giełda Papierów Wartościowych (ISE), została założona w 1985 r.
Islandia zajmowała 27. miejsce we wskaźniku wolności gospodarczej w 2012 r., niżej niż w poprzednich latach, ale nadal znajdowała się wśród najbardziej wolnych gospodarczo państw na świecie. Od 2016 r. zajmuje 29. miejsce w globalnym indeksie konkurencyjności Światowego Forum Ekonomicznego, o jedno miejsce niżej niż w 2015 r. Według Global Innovation Index, Islandia jest 20. najbardziej innowacyjnym krajem na świecie w latach 2022 i 2023. W przeciwieństwie do większości krajów Europy Zachodniej, Islandia ma system podatku liniowego: główna stawka podatku dochodowego od osób fizycznych wynosi 22,75%, a w połączeniu z podatkami komunalnymi całkowita stawka podatku wynosi nie więcej niż 35,7%, nie licząc wielu dostępnych odliczeń. Stawka podatku dochodowego od osób prawnych wynosi stałe 18% i jest jedną z najniższych na świecie. W Islandii obowiązuje także podatek od towarów i usług, natomiast w 2006 r. zniesiono podatek majątkowy netto. Przepisy dotyczące zatrudnienia są stosunkowo elastyczne, a rynek pracy należy do najbardziej wolnych na świecie. Prawa własności są silne, a Islandia jest jednym z niewielu krajów, w których stosuje się je w zarządzaniu rybołówstwem. Podobnie jak w innych państwach opiekuńczych, podatnicy płacą sobie nawzajem różne dotacje, ale wydatki są mniejsze niż w większości krajów europejskich.
Pomimo niskich stawek podatkowych, pomoc dla rolnictwa jest najwyższa wśród krajów OECD i stanowi potencjalną przeszkodę w zmianach strukturalnych. Również wydatki na opiekę zdrowotną i edukację przynoszą stosunkowo słabe wyniki według wskaźników OECD, chociaż w obu obszarach nastąpiła poprawa. W badaniu gospodarczym OECD dotyczącym Islandii z 2008 r. podkreślono wyzwania stojące przed Islandią w zakresie polityki walutowej i makroekonomicznej. Kryzys walutowy rozpoczął się wiosną 2008 r., a 6 października handel w islandzkich bankach został zawieszony w związku z walką rządu o ratowanie gospodarki. Ocena przeprowadzona przez OECD z 2011 r. wykazała, że Islandia poczyniła postępy w wielu obszarach, w szczególności w tworzeniu zrównoważonej polityki fiskalnej i przywracaniu dobrej kondycji sektora finansowego; jednakże nadal istnieją wyzwania związane ze zwiększeniem wydajności i zrównoważonego rozwoju sektora rybołówstwa, a także z poprawą polityki pieniężnej w celu ograniczenia inflacji. Dług publiczny Islandii zmniejszył się od czasu kryzysu gospodarczego i od 2015 r. państwo zajmuje 31. miejsce świecie pod względem wielkości odsetka krajowego PKB do długu publicznego.

### Kryzys finansowy w 2008 r.
W 2008 r. w wyniku światowego kryzysu finansowego islandzki system bankowy, będący zarazem najlepiej rozwiniętą z gałęzi islandzkiej gospodarki, załamał się. Islandzki kryzys finansowy z 2008, będący efektem koniunktury na rynkach światowych i systemu bankowego w kontekście światowego kryzysu ekonomicznego w 2008, stanowi ogromny problem dla Islandii. Trzy z największych islandzkich banków dotknięte zostały kryzysem i kontrolę nad nimi przejął rząd. Pierwszy z nich Glitnir został znacjonalizowany pod koniec września 2008. Po niedługim czasie kontrola nad Landsbanki została przekazana Fjármálaeftirlitið (Urząd Nadzoru Finansowego). Następnie ten sam organ przejął kontrolę nad największym bankiem Islandii Kaupthing Bank. Efekty tych zdarzeń były odczuwalne w Wielkiej Brytanii, kiedy to klienci upadającego Icesave (banku internetowego będącego własnością Landsbanki) od 7 października nie byli w stanie wypłacić z kont swoich oszczędności.
Od września 2007 do września 2008 kurs islandzkiej waluty spadł o ponad 70 proc. Premier Geir Haarde w emocjonalnym orędziu telewizyjnym zapowiedział, że rząd gwarantuje wypłatę środków z rachunków bankowych do wysokości 2,5 mln ISK. Według rządu oszczędnościom nic nie zagrażało, jednak transakcje walutowe zostały wstrzymane. Wszystkie te środki nie wystarczyły jednak by ustabilizować zagrożony sektor bankowy, nad którym rząd przejął pełną kontrolę.
W celu stabilizacji systemu finansowego Islandia pożyczyła ok. 6 mld dolarów od konsorcjum, w skład którego weszły Międzynarodowy Fundusz Walutowy, kraje skandynawskie, Wielka Brytania, Holandia i Polska.
26 stycznia 2009 premier Geir Haarde podał swój rząd do dymisji.

### Transport

#### Transport drogowy
Islandia ma bardzo wysoki wskaźnik liczby samochodów na 1000 mieszkańców (768 samochodów na 1000 mieszkańców); jest to główna forma transportu w państwie. Islandia posiada 12 890 km dróg administracyjnych, z czego 4782 km jest utwardzonych, a pozostałe 8108 km nie. Ograniczenia prędkości na drogach wynoszą 50 km/h w terenie zabudowanym, 80 km/h na drogach szutrowych i 90 km/h na drogach utwardzonych. W islandzkiej sieci drogowej nie ma autostrad i dróg ekspresowych.
Główną drogą w Islandii jest ukończona w 1974 r. Droga nr 1 (isl. Þjóðvegur 1 lub Hringvegur), "zwana obwodnicą kraju". Trasa biegnie w większości wzdłuż wybrzeża, okrążając wyspę. Jest główną drogą Islandii, łącząc większość zamieszkałych regionów wyspy ze sobą. Trasa ma 1332 km długości, a jej nawierzchnia jest utwardzona. Na większości przebiegu posiada po jednym pasie ruchu w każdą stronę. Wyjątkiem są części zlokalizowane w miastach oraz łączące pobliskie duże miejscowości, gdzie droga posiada więcej pasów ruchu. Na całej odległości trasy wybudowano około 30 mostów, posiadających po jednym pasie w każdym kierunku ruchu. Znajdują się one głównie w południowo wschodniej części wyspy.

#### Transport publiczny
Autobusy miejskie w Reykjaviku (włączając Region Stołeczny) obsługiwane są przez spółkę Strætó bs. Spółka świadczy także dalekobieżne usługi autobusowe na terenie całego kraju. Poza Reykjavikiem, lokalne połączenia autobusowe zapewniają również mniejsze miasta takie jak Akureyri, Reykjanesbær i Selfoss. Publiczne jak i prywatne usługi autobusowe są dostępne do i z Portu Lotniczego Keflavík.
Islandia nie posiada i nigdy nie posiadała publicznego systemu transportu kolejowego. Jest ona największym europejskim państwem nieposiadającym kolei. Na wyspie istniały w historii jedynie trzy odrębne systemy kolei przemysłowych. Były to kolej portowa w Reykjaviku, kolej na farmie w Korpúlfsstaðir oraz kolej hydroelektrowni Kárahnjúkar.

#### Transport lotniczy
Międzynarodowy port lotniczy Keflavík (KEF, BIKF) jest największym lotniskiem i głównym pasażerskim węzłem lotniczym w państwie. Obsługuje głównie ruch międzynarodowy. Jest zlokalizowany w południowo-zachodniej części kraju, 51 km od centrum Reykjaviku.
W stolicy państwa znajduje się port lotniczy Reykjavik (RKV, BIRK) jest drugim co do liczby obsłużonych pasażerów lotniskiem w Islandii. Znajduje się zaledwie 1,5 km od centrum Reykjaviku. Lotnisko obsługuje głównie rejsowe loty krajowe, ruch lotnictwa ogólnego, lotnictwa prywatnego i transport medyczny.
Kolejnymi ważnymi lotniskami w Islandii są port lotniczy Akureyri (AEY, BIAR) i port lotniczy Egilsstaðir      (EGS, BIEG). Obsługują ruch krajowy i pojedyncze loty międzynarodowe. Port lotniczy Akureyri otworzył w 2024 roku rozbudowany terminal międzynarodowy. W państwie znajdują się 103 zarejestrowane lotniska i lądowiska. Większość z nich jest nieutwardzona i zlokalizowana na obszarach wiejskich.

#### Transport morski
W Islandii istnieje kilka połączeń promowych, umożliwiających regularny dostęp do wielu mniejszych wysp i ich społeczności. Niektóre połączenia istnieją w celu skrócenia dystansu na niektórych trasach. Spółka Smyril Line za pomocą promu Norröna zapewnia międzynarodowe połączenie promowe z Seyðisfjörður na Wyspy Owcze i do Danii.
Kilka spółek świadczy usługi transportu morskiego na Islandię. Najważniejsze z nich to Eimskip i Samskip. Największymi portami kraju zarządza spółka Faxaflóahafnir.

### Energetyka
Odnawialne źródła energii (głównie energia wodna i geotermalna) zapewniają około 85% islandzkiego zapotrzebowania na energię elektryczną. Pozostałe 15% zapotrzebowania zaspokaja głównie energia z importowanych paliw kopalnych. Największą elektrownią wodną w kraju jest elektrownia wodna Kárahnjúkar. Po otwarciu elektrowni, Islandia została największym na świecie producentem energii elektrycznej na mieszkańca. Energetyka wodna jest głównym źródłem energii na Islandii, posiadając teoretyczny potencjał brutto wynoszący 184 TWh/rok. Największe elektrownie wodne wykorzystują siłę lodowcowych rzek, takich jak Thjórsá i Tungnaá. Największe elektrownie geotermalne w Islandii to Hellisheiði i Nesjavellir. Elektrownie geotermalne w państwie mają potencjał szacowany na 4300-7000 MHe. Są one skupione głównie w południowo-zachodniej części kraju, w okolicach Reykjaviku. Mniejsza część znajduje się również na północnym wschodzie Islandii.
W 2023 roku, samochody elektryczne stanowiły 50,1% nowych rejestrowanych samochodów, a w 2024 r. około 18% pojazdów w kraju było elektrycznych. Islandia jest jednym z niewielu państw, które posiadają stacje paliw mające w ofercie paliwo wodorowe do samochodów zasilanych ogniwami paliwowymi.
Mimo to Islandczycy wyemitowali w 2016 r. 16,9 ton CO2 na mieszkańca, najwięcej wśród członków EFTA i UE, głównie w wyniku wytapiania aluminium i transportu lotniczego. Niemniej jednak w 2010 r. Islandia została uznana przez Księgę Rekordów Guinnessa za "najbardziej ekologiczny kraj", osiągając najwyższy wynik w ramach wskaźnika zrównoważonego rozwoju środowiska, który mierzy zużycie wody, różnorodność biologiczną i wykorzystanie czystej energii w kraju, z wynikiem 93,5/100.
22 stycznia 2009 r., Islandia ogłosiła pierwszą turę wydawania koncesji na morzu dla przedsiębiorstw chcących prowadzić poszukiwanie i wydobycie węglowodorów w regionie znajdującym się na północny wschód od Islandii, znanym jako obszar Dreki. Początkowo wydano trzy koncesje poszukiwawcze, ale później ze wszystkich zrezygnowano.
Oficjalnym stanowiskiem islandzkiego rządu jest zmniejszenie emisji gazów cieplarnianych o 40% do 2030 roku i osiągnięcie neutralności węglowej do 2040 roku. W wyniku zaangażowania Islandii w energię odnawialną, Globalny Indeks Zielonej Gospodarki z 2016 r. umieścił Islandię wśród 10 najbardziej ekologicznych gospodarek na świecie.

### Oświata i nauka
W Islandii oświatą i nauką zajmuje się Ministerstwo Edukacji, Nauki i Kultury. Odpowiada za politykę i metodykę pracy w szkołach, wydaje Krajowe Wytyczne Programowe. Przedszkola, szkoły podstawowe i gimnazja są finansowane i administrowane przez gminy. Rząd, pod bardzo rygorystycznymi wymaganiami zezwala obywatelom na edukację dzieci w domu. Uczniowie muszą ściśle przestrzegać programu nauczania wyznaczonego przez rząd, a rodzice mogą nauczać dzieci jedynie po uzyskaniu zatwierdzonego przez rząd certyfikatu nauczania.
Przedszkole, czyli leikskóli stanowi pierwszy krok w systemie edukacji, jednak nie jest obowiązkowe. Uczęszczają do niego dzieci w wieku poniżej sześciu lat. Obecne przepisy dotyczące przedszkoli zostały przyjęte w 1994 r. Są one odpowiedzialne za zapewnienie odpowiedniego poziomu nauczania, aby przejście do edukacji obowiązkowej było dla dzieci jak najłatwiejsze.
Kształcenie obowiązkowe, czyli grunnskóli, obejmuje kształcenie na poziomie podstawowym i średnim I stopnia, które często prowadzone jest w tej samej instytucji. Edukacja jest prawnie obowiązkowa dla dzieci w wieku od 6 do 16 lat. Rok szkolny trwa dziewięć miesięcy, zaczyna się między 21 sierpnia a 1 września i kończy między 31 maja a 10 czerwca. Minimalna liczba dni wynosiła kiedyś 170, ale po podpisaniu nowej umowy o pracę z nauczycielami wzrosła do 180. Lekcje odbywają się przez pięć dni w tygodniu. We wszystkich szkołach publicznych jest obowiązkowa nauka religii chrześcijańskiej. Rozważane jest jednak zniesienie tego obowiązku.
Edukacja na poziomie szkoły średniej II stopnia, czyli framhaldsskóli, następuje po szkole średniej I stopnia. Szkoły te są znane również jako gimnazjum. Nauka na tym poziomie nie jest obowiązkowa, jednak każdy kto odbył wszystkie etapy kształcenia obowiązkowego, ma prawo do nauki na poziomie szkoły średniej II stopnia. Ten etap edukacji reguluje ustawa o szkołach średnich II stopnia z 1996 r. Wszystkie szkoły w Islandii są szkołami koedukacyjnymi. Największą szkołą wyższą jest Uniwersytet Islandzki, którego główny kampus znajduje się w centrum Reykjaviku. Inne szkoły oferujące nauczanie na poziomie uniwersyteckim to Uniwersytet w Reykjaviku, Uniwersytet w Akureyri, Islandzki Uniwersytet Rolniczy i Uniwersytet w Bilfröst.
Ocena OECD wykazała, że 64% Islandczyków w wieku 25-64 lat uzyskało wykształcenie równoważne z wykształceniem średnim, czyli mniej niż średnia OECD wynosząca 73%, a wśród osób w wieku od 25 do 34 lat jedynie 69% uzyskało ten poziom wykształcenia, czyli znacznie mniej niż średnia OECD, która wynosi 80%. Mimo tego islandzki system edukacji jest uważany za doskonały: w Programie Międzynarodowej Oceny Uczniów (PISA) plasuje się na 16. miejscu, powyżej średniej OECD. Uczniowie wykazali się szczególną sprawnością w czytaniu i matematyce.
Według raportu Komisji Europejskiej Eurostat z 2013 r. Islandia wydaje około 3,11% swojego PKB na badania naukowe i rozwój (B+R), czyli o ponad 1 punkt procentowy więcej niż średnia UE wynosząca 2,03% na ten czas. Islandia zajęła 17. miejsce w światowym indeksie innowacji w 2021 r. W 2019 r. było to 19. miejsce. Z raportu UNESCO z 2010 roku wynika, że spośród 72 krajów, które wydają najwięcej na badania i rozwój (100 mln dolarów lub więcej), Islandia zajmuje dziewiąte miejsce pod względem odsetka PKB razem z Tajwanem, Szwajcarią i Niemcami, a wyprzedzając m.in. Francję, Wielką Brytanię i Kanadę.

### Wykorzystanie gruntów
| Rodzaj         | Powierzchnia (tys. km²) | Struktura (%) |
| -------------- | ----------------------- | ------------- |
| tereny uprawne | 1.1                     | 1             |
| pastwiska      | 20                      | 19,5          |
| lodowce        | 12                      | 11,5          |
| jeziora        | 3                       | 3             |
| lawa           | 11                      | 10,5          |
| piaski         | 4                       | 4             |
| nieużytki      | 52                      | 50,5          |

## Turystyka
Około 69% pracujących na Islandii jest zatrudnionych w usługach, głównie turystycznych. Wyspę odwiedza około 1 mln turystów zagranicznych rocznie. Są to głównie turyści z Niemiec, Wielkiej Brytanii i Stanów Zjednoczonych. W 2004 dochód z turystyki wyniósł 372 mln USD. W 2015 roku kraj ten odwiedziło 1,289 mln turystów (29,2% więcej niż w roku poprzednim – to największy wzrost w Europie), generując dla niego przychody na poziomie 1,579 mld dolarów. Coraz bardziej popularną formą podróżowania po Islandii staje się turystyka rowerowa.

## Demografia
Pierwotna populacja Islandii była pochodzenia nordyckiego i gaelickiego. Świadczą o tym źródła literackie pochodzące z okresu osadnictwa, a także późniejsze badania naukowe, takie jak badania grupy krwi i analizy genetyczne. Jedno z badań genetycznych wykazało, że większość osadników płci męskiej była pochodzenia nordyckiego, podczas gdy większość kobiet była pochodzenia gaelickiego, co oznacza, że wielu osadników na Islandii było Norwegami, którzy przywieźli ze sobą gaelickich niewolników.
Islandia posiada obszerne zapisy genealogiczne sięgające końca XVII wieku i fragmentaryczne zapisy sięgające epoki osadnictwa. Firma biofarmaceutyczna deCODE Genetics sfinansowała utworzenie genealogicznej bazy danych, która ma obejmować wszystkich mieszkańców Islandii. Firma uważa, że baza danych o nazwie Íslendingabók jest cennym narzędziem do prowadzenia badań opierając się na badaniu chorób genetycznych, biorąc pod uwagę względną izolację populacji Islandii.
Uważa się, że populacja wyspy wahała się od 40 tys. do 60 tys. mieszkańców w okresie od czasów pierwotnego osadnictwa do połowy XIX wieku. W tym czasie mroźne zimy, opadanie popiołu z erupcji wulkanów i dżuma dymienicza niekorzystnie wpływały na jej liczebność . W okresie między 1500 a 1804 rokiem przypadło aż 37 lat głodu. Pierwszy spis powszechny przeprowadzony w 1703 r. wykazał, że liczba ludności wynosiła wówczas 50 358 osób. Po niszczycielskich erupcjach wulkanu Laki w latach 1783-1784 liczba ludności osiągnęła najniższy poziom wynoszący około 40 tys. mieszkańców. Poprawa warunków życia spowodowała szybki wszrost liczby ludności od połowy XIX wieku. W 1850 roku liczba ludności wynosiła ok. 60 tys. mieszkańców, natomiast w 2024 r. już 388 790 mieszkańców, z czego 199 000 to mężczyźni, 189 000 to kobiety, a 190 osób identyfikuje się jako osoby niebinarne lub w inny sposób. Islandia ma stosunkowo młodą populację jak na kraj rozwinięty - co piąty mieszkaniec ma poniżej 15 lat. Współczynnik dzietności wynosi w Islandii - 1,56 i jest jednym z wyższych w Europie.. Większość mieszkańców Islandii, ponad 248 tys. osób, mieszka w obszarze aglomeracji stołecznej, będąca aglomeracją najbardziej na wysuniętej na północ stolicy na świecie. Najgęściej zaludniona jest południowo-zachodnia część państwa, w której znajduje się Reykjavik. Największym miastem Islandii poza południowo-zachodnią częścią kraju jest Akureyri znajdujące się w północnej Islandii, będąc jednym z najważniejszych ośrodków miejskich państwa.
W listopadzie 2024 roku 67 330 osób mieszkających w Islandii posiadało obce obywatelstwo, co stanowi 17,3% całkowitej populacji. Polacy są ze znaczną przewagą największą grupą mniejszościową i nadal stanowią większość zagranicznej siły roboczej. Obecnie na Islandii mieszka 23 315 Polaków, czyli ponad 36% wszystkich obcokrajówców i 6% całej populacji Islandii.

W latach 70. XIX wieku miała miejsce emigracja Islandczyków do Stanów Zjednoczonych i Kanady. Według danych na rok 2006 w Kanadzie mieszkało 88 tys. osób pochodzenia islandzkiego. Amerykański spis ludności z 2000 r. mówi o 40 tys. Amerykanów pochodzenia islandzkiego.

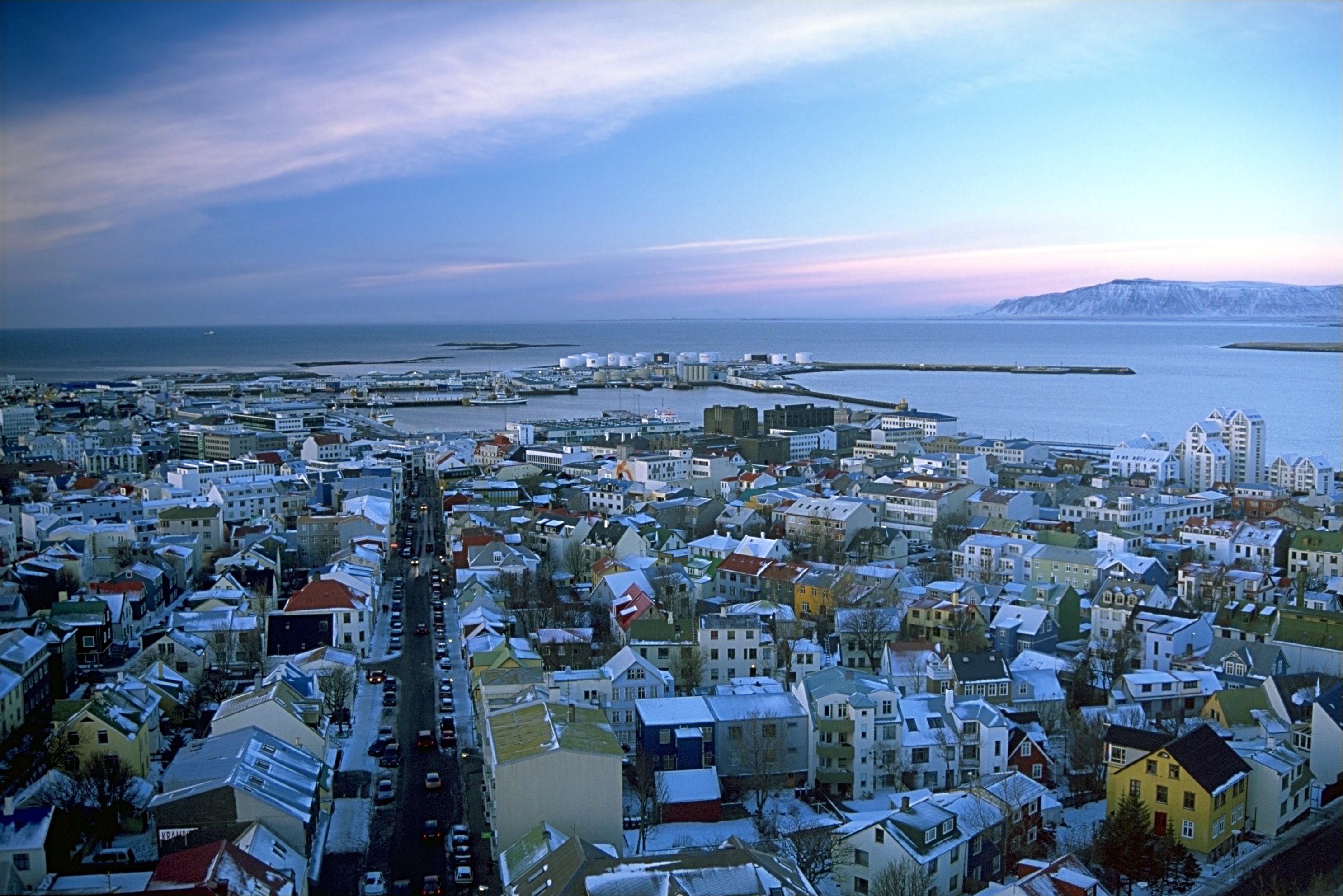
Reykjavík

### Język
Oficjalnym językiem Islandii, pisanym jak i mówionym, jest islandzki, z grupy języków północnogermańskich, wywodzący się z języka staronordyjskiego. Pod względem gramatyki i słownictwa, język ten zmienił się w stosunku do staronordyjskiego w mniejszym stopniu niż inne języki nordyckie; islandzki zachował więcej deklinacji czasowników i rzeczowników, a także w znacznym stopniu rozwinął nowe słownictwo oparte na rodzimych rdzeniach, a nie na zapożyczeniach z innych języków. Purystyczna tendencja w rozwoju słownictwa islandzkiego jest w dużej mierze wynikiem świadomego planowania językowego, a także wielowiekowej izolacji. Islandzki jest jedynym żyjącym językiem, który zachował użycie litery runicznej Þ w alfabecie łacińskim. Najbliższym żyjącym krewnym języka islandzkiego jest język farerski.
Islandzki język migowy został oficjalnie uznany za język mniejszości w 2011 roku. W systemie edukacji jego użycie wśród społeczności ludzi głuchych jest regulowane przez Narodowy Przewodnik Programowy.
Język angielski i duński są przedmiotami obowiązkowymi w programie nauczania. Język angielski jest powszechnie rozumiany i używany, podczas gdy podstawowa lub umiarkowana znajomość języka duńskiego jest powszechna głównie wśród starszych pokoleń. Językiem polskim posługuje się przeważnie lokalna społeczność polska (największa mniejszość na Islandii), a duński jest używany głównie w sposób zrozumiały dla Szwedów i Norwegów — na Islandii często określa się go mianem skandinavíska (czyli skandynawski). Islandia była terytorium rządzonym przez Królestwo Danii i Norwegii, a jednym z jej języków urzędowych był duński; jego status oficjalny został zniesiony w 1944 roku.

### Religia
Religią państwową jest luteranizm. Do islandzkiego Kościoła luterańskiego należy 58,6% Islandczyków. Katolicy natomiast stanowią 3,8% ludności. W Islandii działa także wiele mniejszych grup chrześcijańskich jak Wolny Kościół Luterański Reykjavíku – 2,6%, Wolny Kościół Luterański Hafnarfjörðuru – 1,9%, a także pewna liczba zielonoświątkowców, adwentystów dnia siódmego, innych kościołów protestanckich, Świadków Jehowy i prawosławnych. Zaraz po wyznaniach chrześcijańskich najliczniejsze grupy stanowią rodzimowiercy germańscy, a także wyznawcy zuizmu. Z innych religii obecni tu są również buddyści, muzułmanie i bahaiści. Pozostali, niestowarzyszeni w żadnej religii i nieokreśleni stanowią 24,6%.

## Kultura

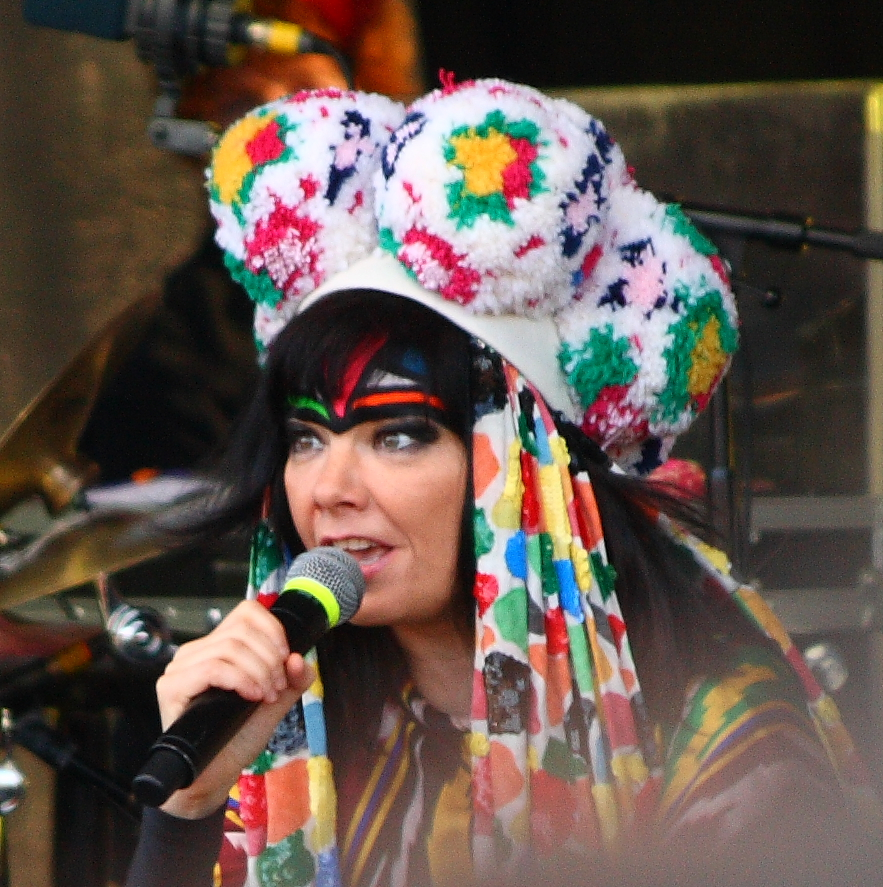
Björk (2008)

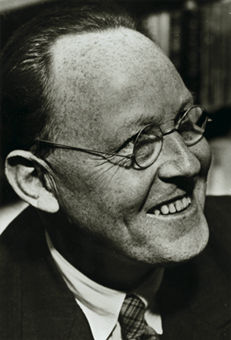
Gunnar Gunnarson

Najbardziej znani islandzcy twórcy to:
- w dziedzinie muzyki:

piosenkarki Björk, Emilíana Torrini, zespoły Of Monsters and Men, Sigur Rós, múm, GusGus, Vök, Hatari, Kaleo, Kaelan Mikla, Jóhann Jóhannsson – kompozytor muzyki filmowej, a także multiinstrumentalista i producent Ólafur Arnalds
- w dziedzinie literatury:

laureat Nagrody Nobla w 1955 Halldór Laxness,
pisarz Gunnar Gunnarsson
pisarka Yrsa Sigurðardóttir
pisarka Lilja Sigurðardóttir
pisarz Arnaldur Indriðason
pisarz Árni Thórarinsson
pisarz Stefán Máni
- w dziedzinie filmu:

reżyser Fridrik Thor Fridriksson

aktor Stefán Karl Stefánsson
- w dziedzinie tańca:

Narodowa Grupa Taneczna

### Kuchnia Islandii

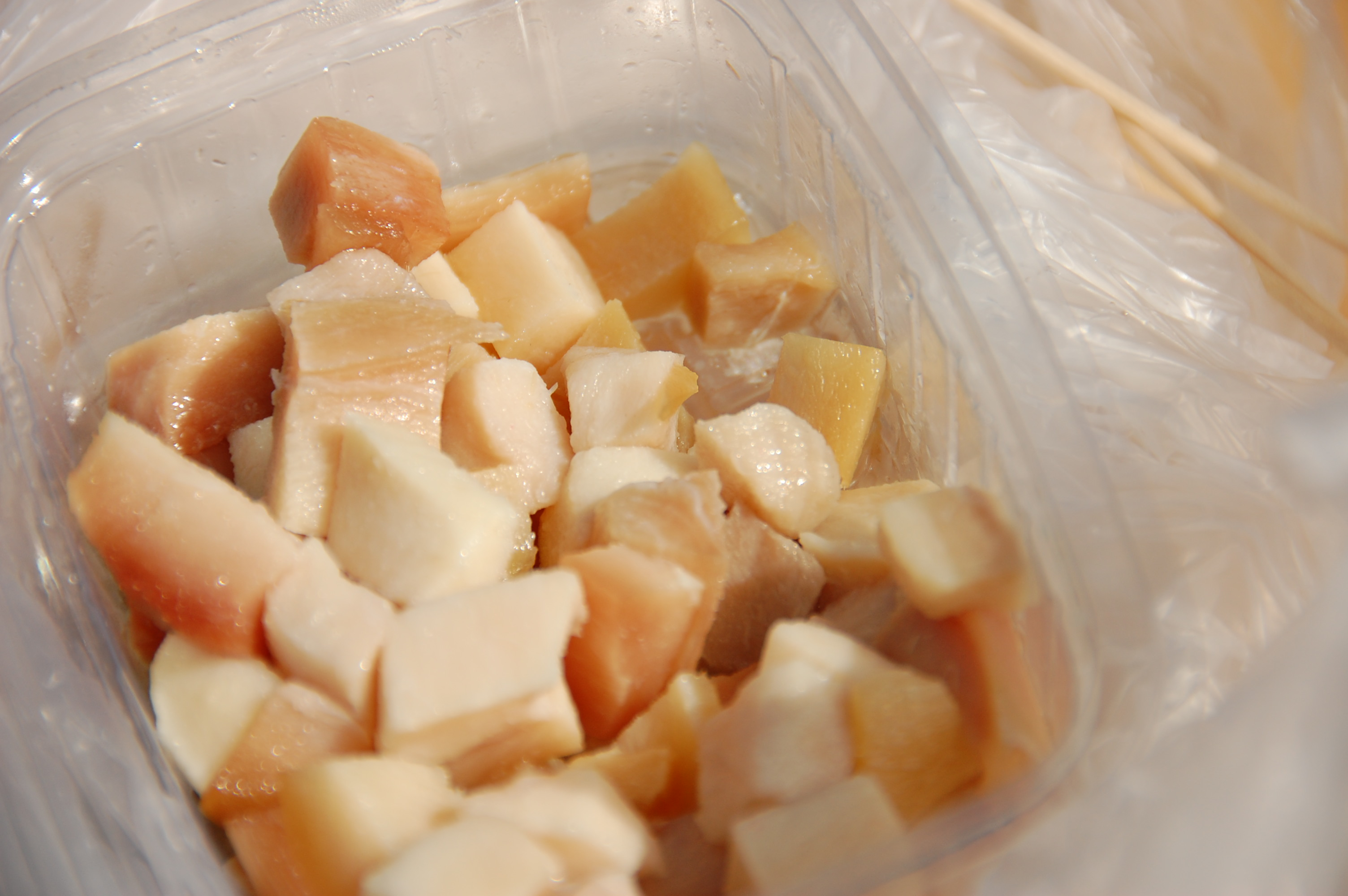
Kostki hákarla (2017)

Kuchnia Islandii jest typową kuchnią północy opierającą się na elementach wyżywienia, które były w tym rejonie od zawsze, jak: ryby, wyroby mleczarskie, zboża i jagnięcina. Na Islandii powstało wiele typowych specjałów, jak choćby: hákarl, czyli sfermentowane mięso rekina, selshreifar – kwaszone płetwy foki albo harðfiskur, czyli ryby suszone na świeżym powietrzu. W kuchni tego kraju najpopularniejsze są dania z ryb, takich jak: pstrągi, dorsze, łososie, halibuty, łupacze, płastugi. Do przyprawiania dań często również dodaje się sproszkowane algi morskie. Tradycyjnymi potrawami z mięsa są:
- hangikjöt – czyli wędzona lub gotowana baranina lub jagnięcina
- svið – gotowane głowy owcze lub baranie
- lifrarpylsa – pudding z wątroby owczej z mąką żytnią oraz płatkami owsianymi[195]

### Święta
Wykaz dni świątecznych i wolnych od pracy
- Nýársdagur – Nowy Rok – 1 stycznia
- Skírdagur – Wielki Czwartek – święto ruchome
- Föstudagurinn langi – Wielki Piątek – święto ruchome
- Páskadagur – Wielkanoc – święto ruchome
- Annar í páskum – Wielkanocny Poniedziałek – święto ruchome
- Sumardagurinn fyrsti – pierwszy dzień lata – 23 kwietnia
- Alþjóðlegur frídagur verkafólks – Międzynarodowy Dzień Pracy – 1 maja
- Uppstigningardagur – Wniebowstąpienie – święto ruchome
- Hvítasunnudagur – Zielone Świątki – święto ruchome
- þjóðhátíðardagur Íslendinga – Dzień Niepodległości – 17 czerwca
- Frídagur verslunarmanna – Dzień Handlowca – 3 sierpnia
- Aðfangadagur – Wigilia Bożego Narodzenia – 24 grudnia
- Jóladagur – Boże Narodzenie – 25 grudnia
- Annar í jólum – Drugi Dzień Świąt Bożego Narodzenia – 26 grudnia
- Gamlársdagur – Sylwester – 31 grudnia

### Sport
W Islandii uprawianie sportu jest powszechne wśród mieszkańców. Dzieci od 6. roku życia uczone są pływania w szkołach. Reprezentanci Islandii zdobyli trzy medale na Igrzyskach Olimpijskich (ani jednego na zimowych): Vilhjálmur Einarsson w 1956 roku srebro w trójskoku, Bjarni Friðriksson w 1984 roku brąz w judo oraz Vala Flosadóttir w 2000 roku brąz w skoku o tyczce. Reprezentacja Islandii w piłce ręcznej mężczyzn zdobyła srebrny medal na Igrzyskach Olimpijskich w Pekinie.
Historyczny sukces odniosła także islandzka reprezentacja w piłce nożnej mężczyzn, awansując po raz pierwszy na Mistrzostwa Europy w 2016 roku i kończąc swój udział w turnieju na ćwierćfinale po sensacyjnym wyeliminowaniu Anglików i porażce z gospodarzami turnieju Francuzami. Reprezentacja zagrała na Mistrzostwach Świata w Rosji. Największą gwiazdą drużyny był napastnik Eiður Guðjohnsen, reprezentujący w przeszłości m.in. kluby takie jak Chelsea czy FC Barcelona.